# Liste der Listed Buildings in Crawley

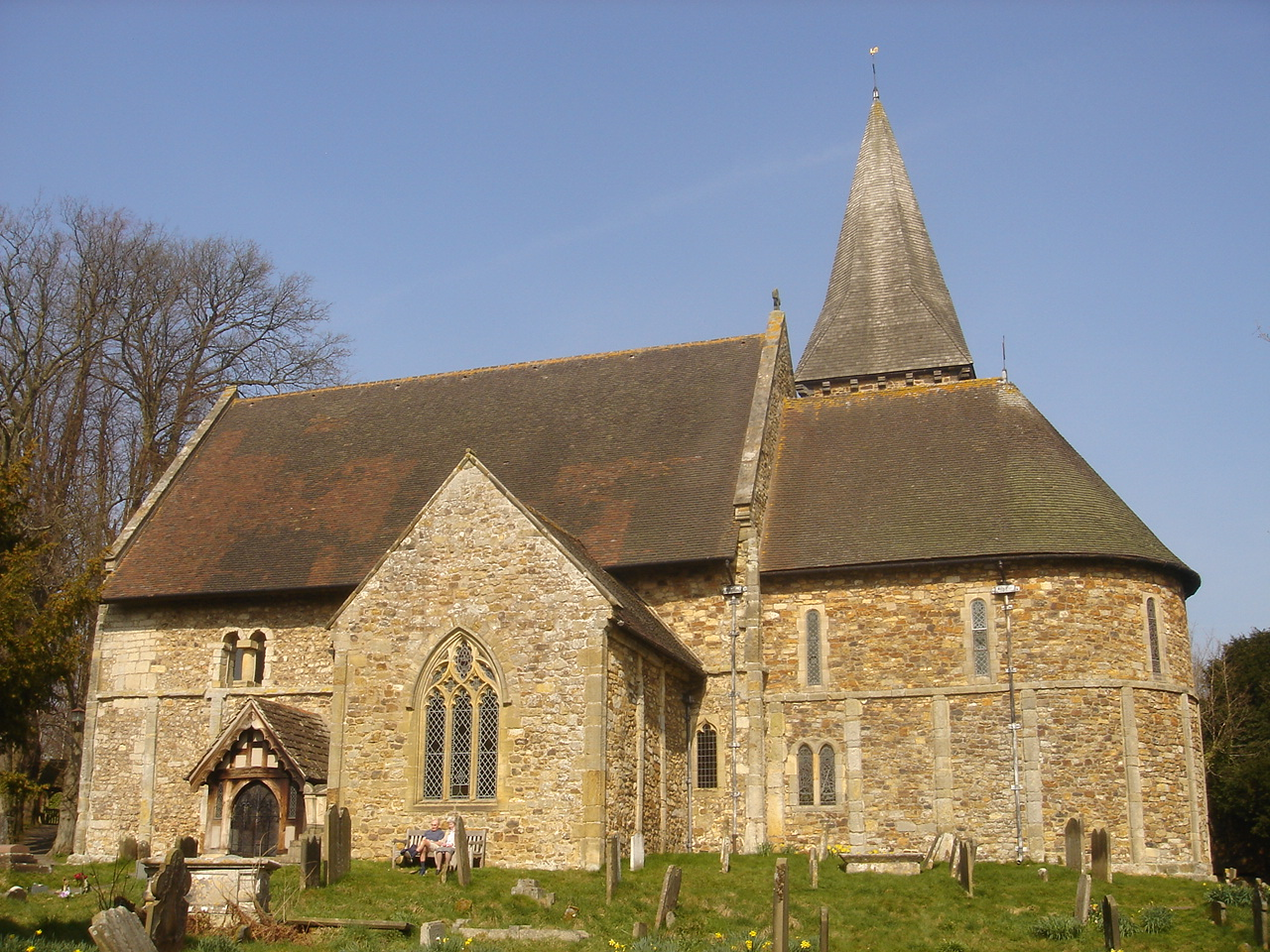
St Nicholas’ Church, die alte Pfarrkirche von Worth, hat sächsische Ursprünge.

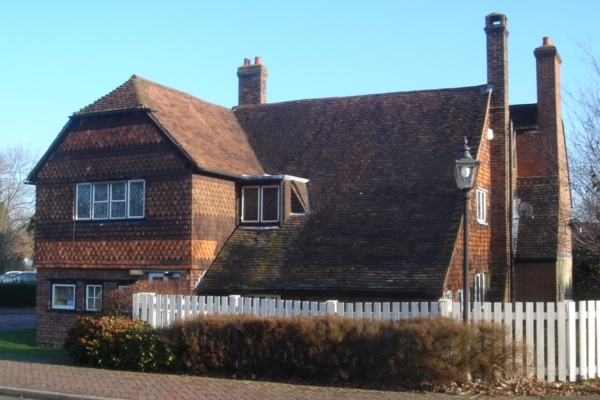
Man nimmt an, dass das frühere Farmhaus der Jordan’s Farm um 1530 erbaut wurde.

Auf der Liste der Listed Buildings in Crawley stehen 100 historische Bauwerke. Der Borough of Crawley umfasst die gleichnamige Stadt und liegt etwa auf halbem Weg zwischen London and Brighton. Crawley wurde nach dem Zweiten Weltkrieg durch den New Towns Act 1946 zu einer New Town bestimmt und wuchs zwar deswegen wesentlich, viele ältere Gebäude blieben dennoch erhalten.
In England werden Gebäude oder andere Bauwerke als eingetragen (listed) betrachtet, wenn sie vom Secretary of State for Culture, Media and Sport nach dem Planning (Listed Buildings and Conservation Areas) Act 1990 auf eine amtliche Liste von Bauten von „speziellem architektonischen oder historischen Interesse“ gesetzt werden. English Heritage, eine nicht zur Regierung gehörende öffentliche Körperschaft, handelt als Beauftragter des Ministeriums, um diesen Eintragungsprozess abzuwickeln und berät das Ministerium hinsichtlich anstehender diesbezüglicher Probleme. Es gibt drei unterschiedliche Einstufungen: Grade I für Bauwerke von „außergewöhnlichem Interesse“, Grade II* für „besonders wichtige Bauwerke von mehr als speziellem Interesse“ und Grade II für Bauwerke von „speziellem Interesse“.
In Crawley gibt es drei Bauwerke mit dem Status Grade I, zwölf im Grade II* und 85 als Grade II eingestufte Bauten. Alle drei Bauwerke im Grade I sind Gotteshäuser; Kirchen und Farmhäuser sind auf der Liste häufig. Zu anderen Bauwerken, die als wichtig eingestuft wurden, gehören ein Stellwerk, eine Wassermühle und The Beehive – ein „revolutionärer“ Rundbau, der das ursprüngliche Abfertigungsgebäude auf dem Flughafen Gatwick und das erste vollständig integrierte Abfertigungsgebäude der Welt war.
Der Entwurf der New Town basierte auf einer Reihe von eigenständigen Wohnvierteln, die um das Stadtzentrum mit Geschäften und Verwaltung angeordnet waren. Heute gibt es in Crawley 13 Stadtviertel. In Pound Hill und Ifield, beides sind alte Ortschaften, die durch die Bebauung der Nachkriegszeit absorbiert wurden, sind 28 bzw. 24 Gebäude als historisch oder architektonisch bedeutsam eingestuft. In Northgate sind es 18 solcher Bauten, darunter ein Großteil des Ortszentrums an der alten High Street und in Langley Green sind 15 Bauwerke eingetragen. Außerdem gibt es sechs listed buildings in West Green, jeweils zwei in Bewbush und Southgate und jeweils eines in Broadfield (Broadfield House), Gossops Green, Maidenbower, Three Bridges und Tilgate. Furnace Green ist der einzige Stadtteil ohne ein besonders eingestuftes Gebäude oder Bauwerk.
Der Crawley Borough Council führt eine Liste aller solcher Bauten. Sie wurde zuletzt 2008 aktualisiert und ist damit neuer, als die English Heritage über das Onlinearchiv Images of England zugängliche Datenbank, deren Daten auf dem Stand vom Februar 2001 sind und die für Crawley 95 Bauwerke nennt. Ein Haus, das zu Beginn des 19. Jahrhunderts entstanden ist und unter dem Namen Charlwood Park bekannt war, wurde am 11. November 1966 in Grade II eingestuft, gehörte damals jedoch noch zur Gemeinde Charlwood in Surrey. Durch den Local Government Act 1972 wurden Teile Surreys (darunter Lowfield Heath und der Flughafen Gatwick) von Surrey nach West Sussex übertragen, sodass auch dieses Gebäude nach West Sussex und damit in den Borough of Crawley eingegliedert wurde. Das Haus existiert allerdings nicht mehr, wird jedoch im Datenbestand von Images of England noch geführt.

## Listed Buildings

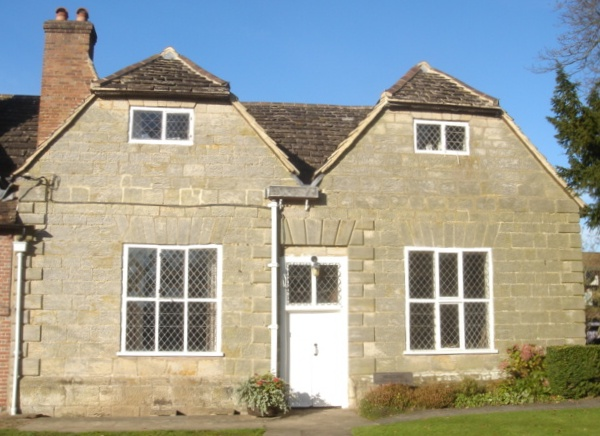
Das Friends Meeting House in Ifield wurde 1676 erbaut.

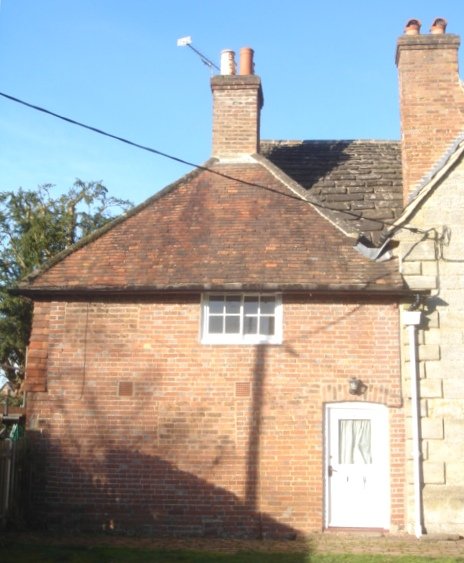
5 Langley Lane ist zwei Jahrhunderte älter als das benachbarte Versammlungshaus der Quäker.

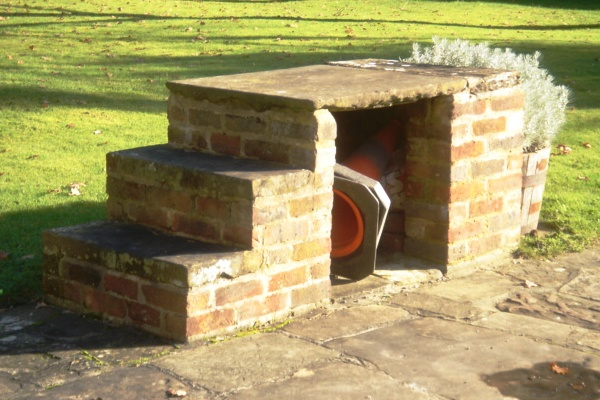
Diese zum Aufsteigen auf Pferde dienende Stufen sind auf dem Gelände des Quäker-Versammlungshauses erhalten.

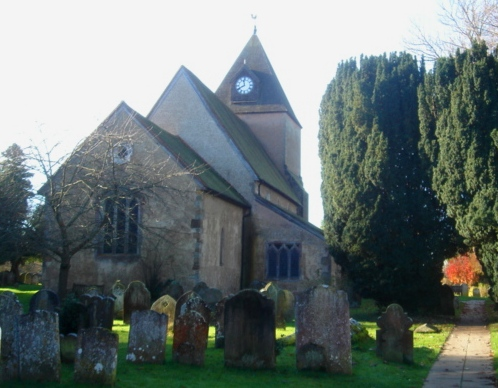
St Margaret’s ist Ifields Gemeindekirche.

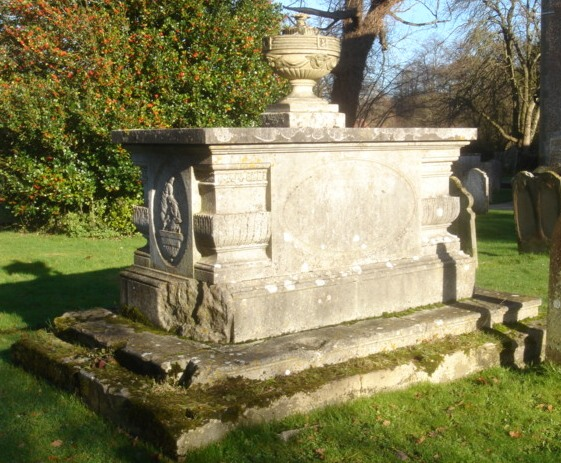
In diesem großen Grab auf dem Kirchhof von St Margaret’s sind George und Mary Hutchinson beerdigt.

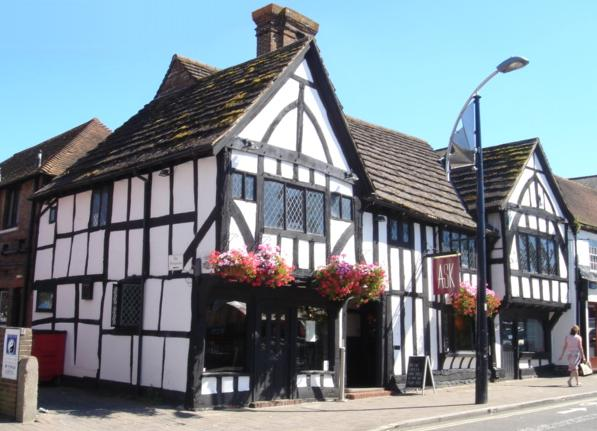
The Ancient Priors ist ein Fachwerkbauwerk aus dem 15. Jahrhundert.

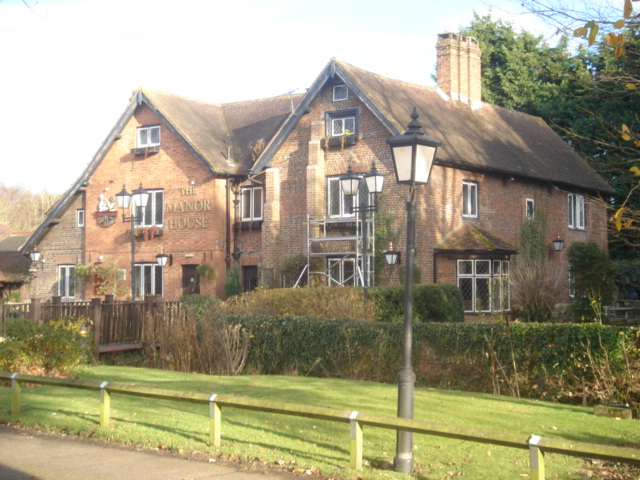
Gatwick Manor Inn war ursprünglich unter dem Namen Hyders Hall bekannt.

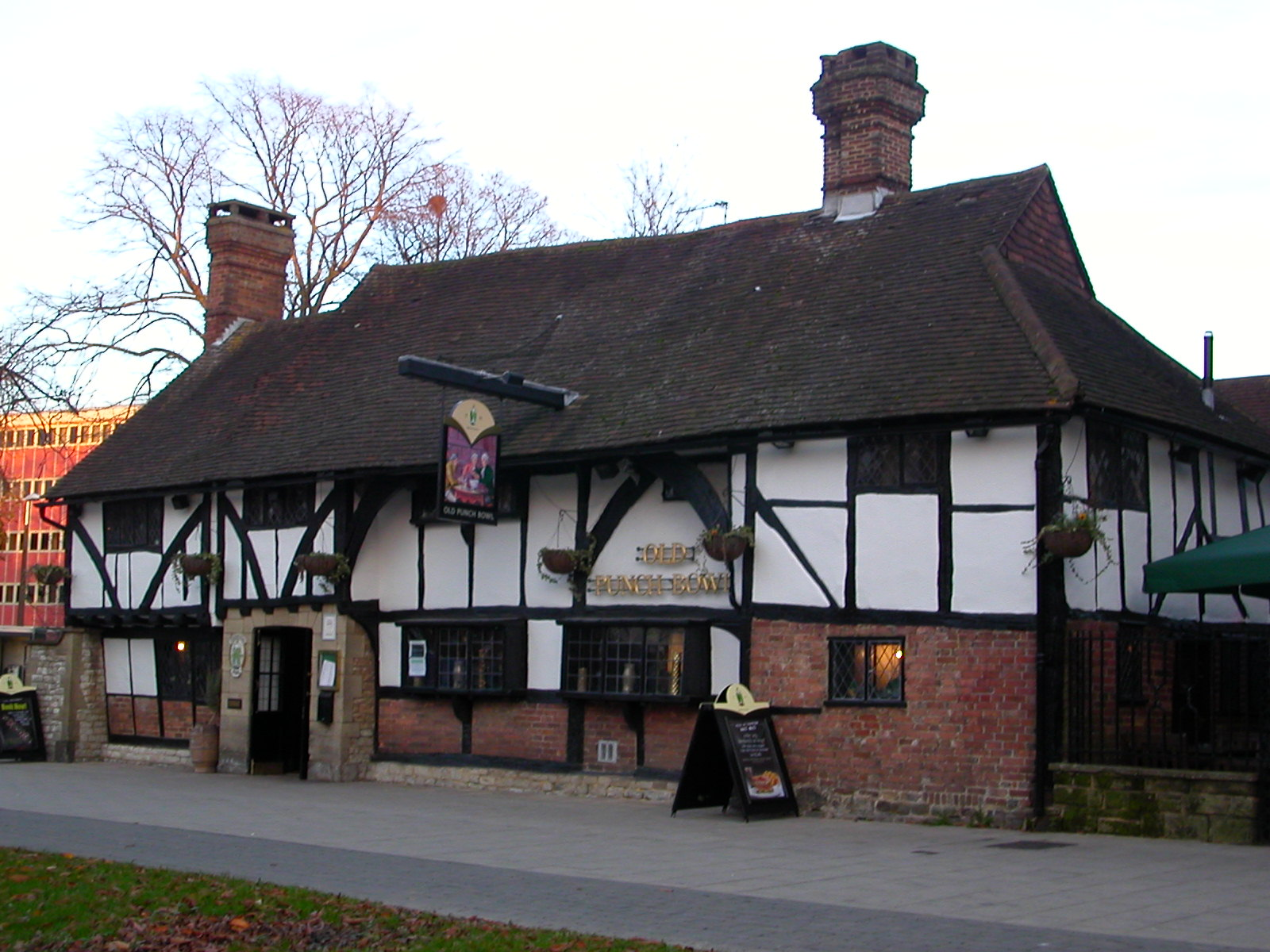
The Old Punch Bowl steht an der Ecke von High Street und Boulevard in Crawley.

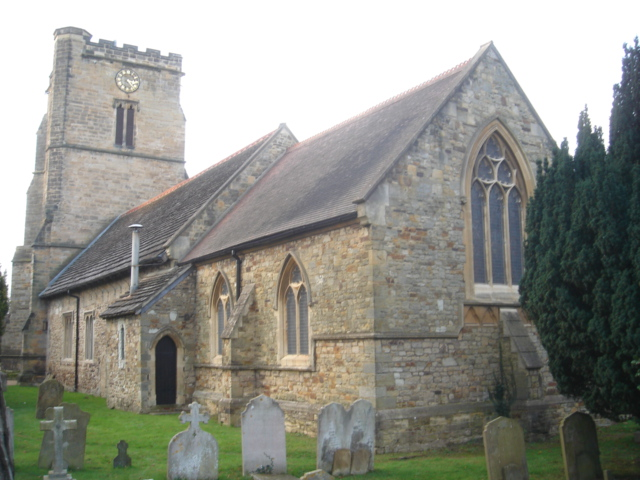
St John the Baptist’s ist die Gemeindekirche Crawleys.

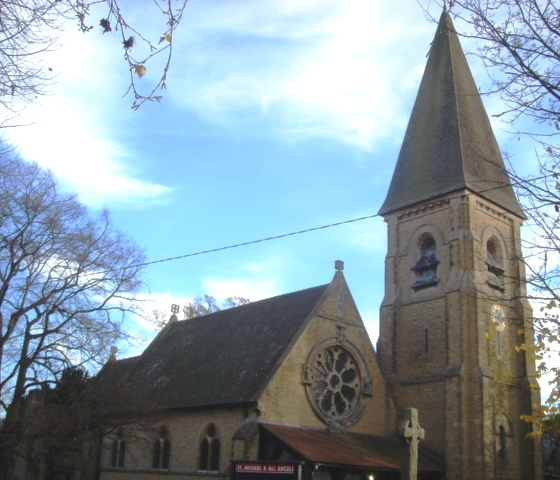
Die frühere Gemeindekirche von Lowfield Heath steht neben der Landebahn des Flughafens Gatwick.

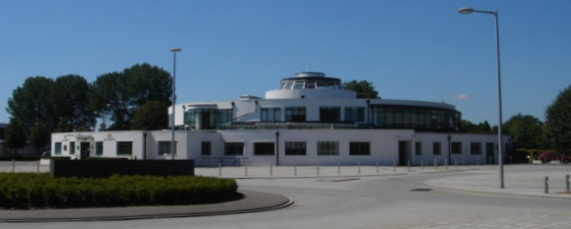
The Beehive war das erste Abfertigungsgebäude des Flughafens Gatwick.

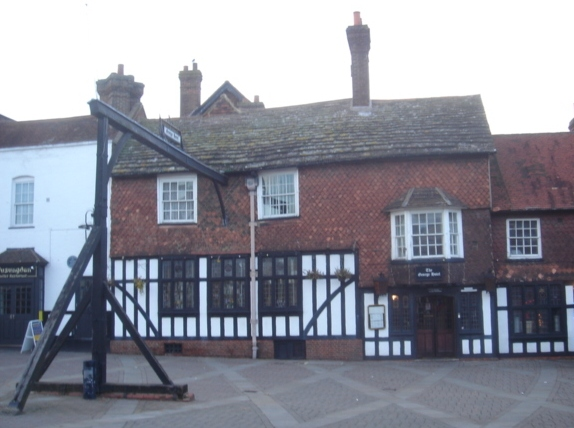
Das George Hotel spielte über Jahrhunderte hinweg eine zentrale Rolle des Lebens in Crawley.

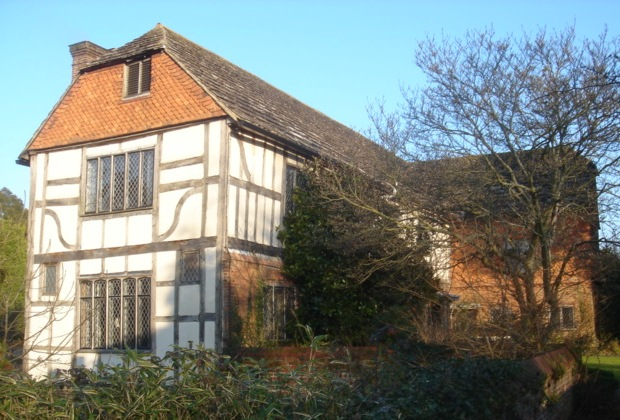
Ewhurst Place ist von einem Graben umgeben, das Fachwerk aus dem 16. Jahrhundert ist erhalten.

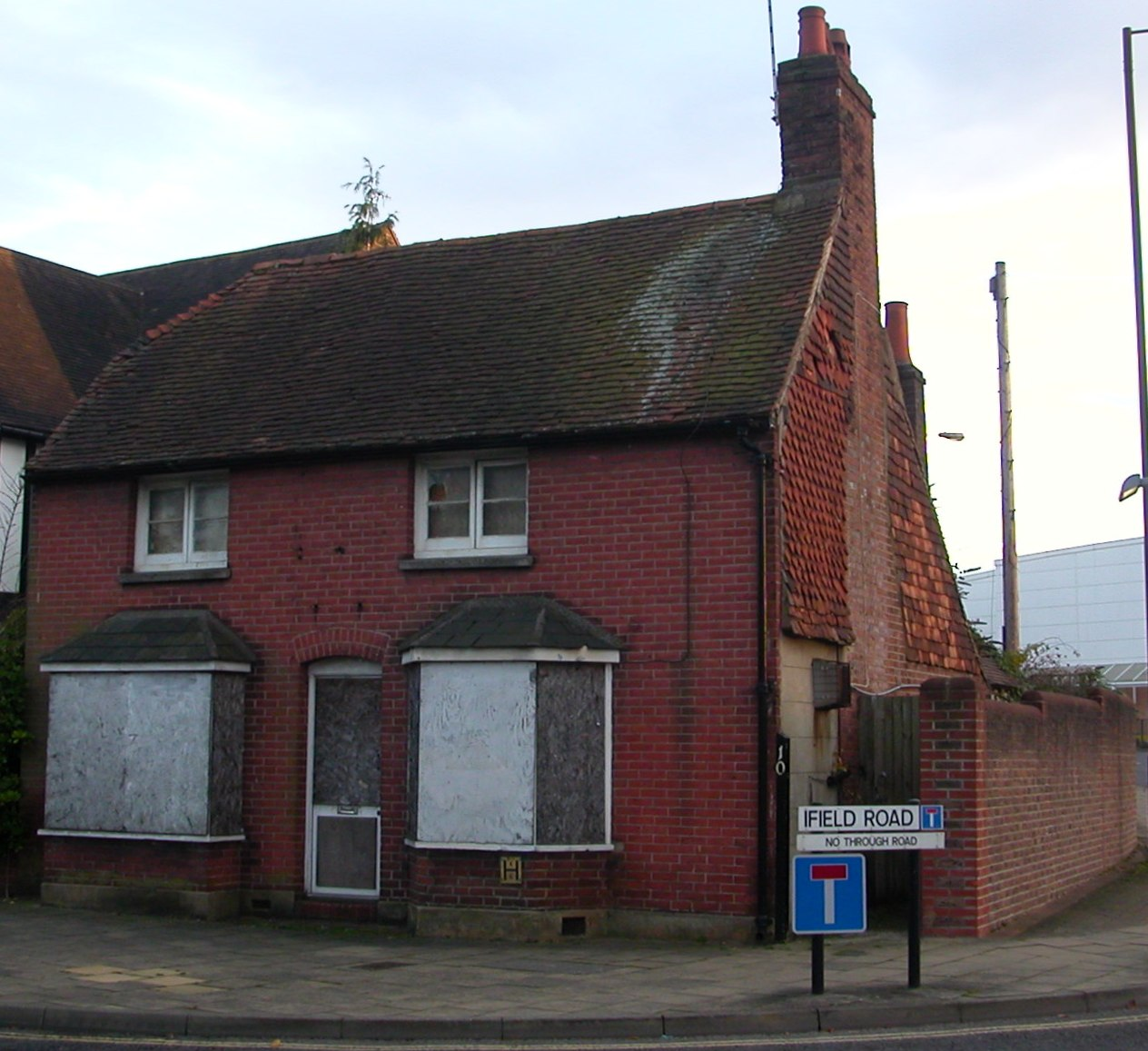
Diese ehemalige Bäckerei befindet sich ab der Ifield Road.

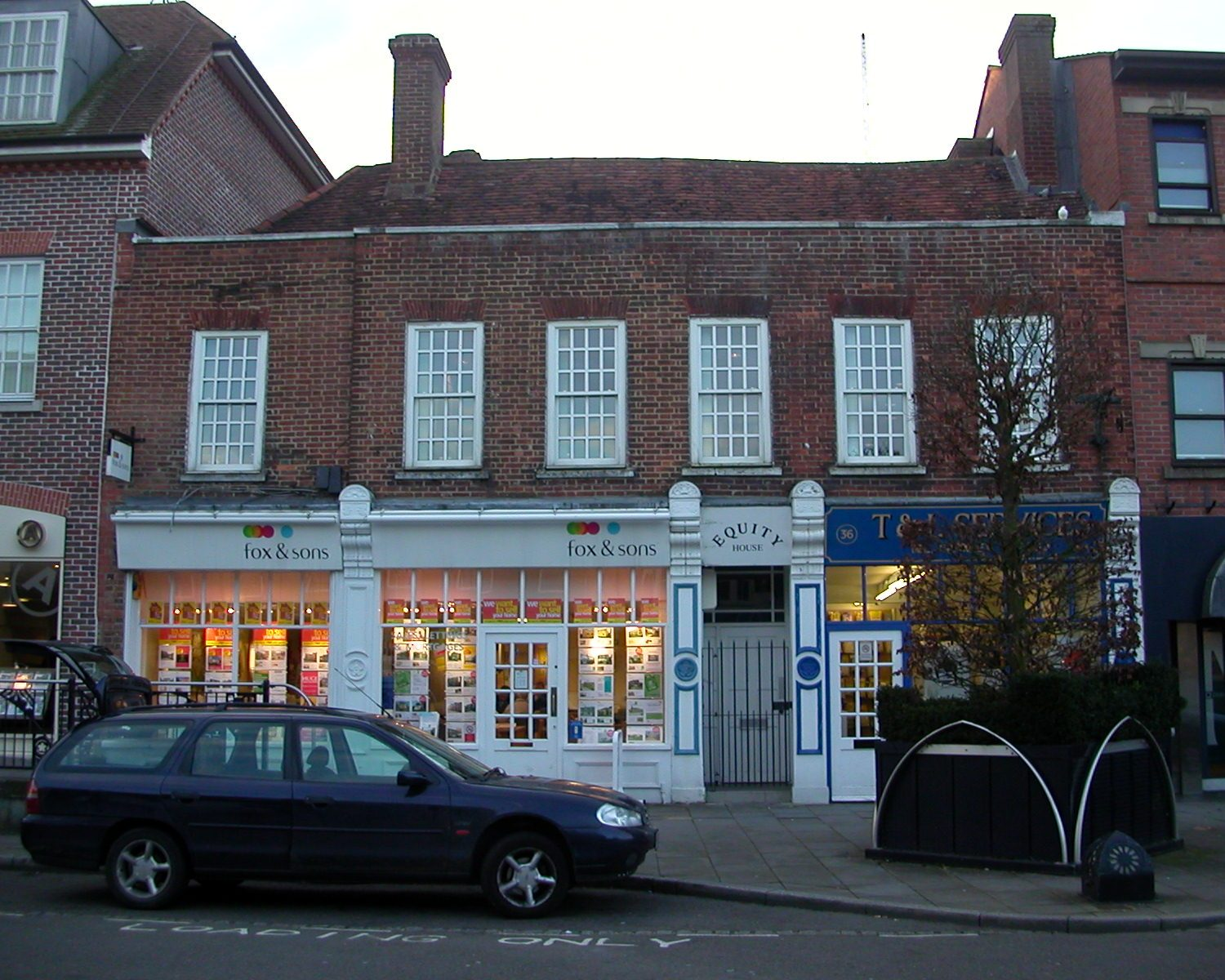
34-36 High Street hat noch die ursprünglichen Schornsteine aus dem 18. Jahrhundert.

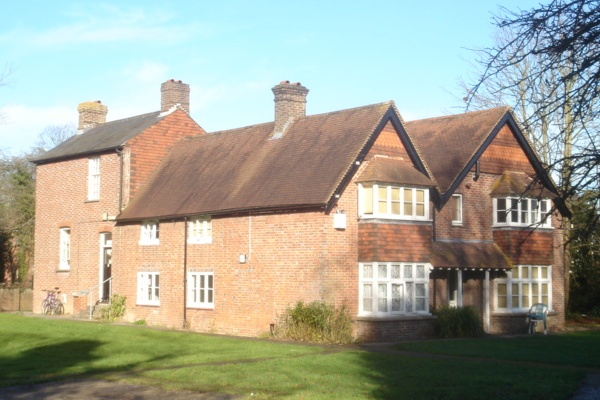
37 Langley Lane ist ein Bauernhaus aus dem 17. Jahrhundert.

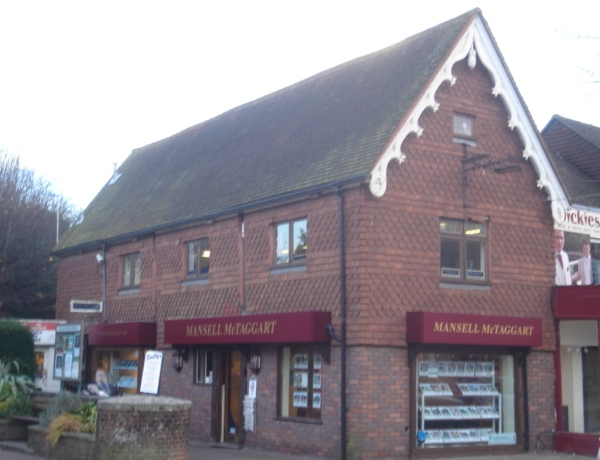
Hinter der neueren Fassade von 39 High Street verbirgt sich ein Fachwerkhaus aus dem 16. Jahrhundert.

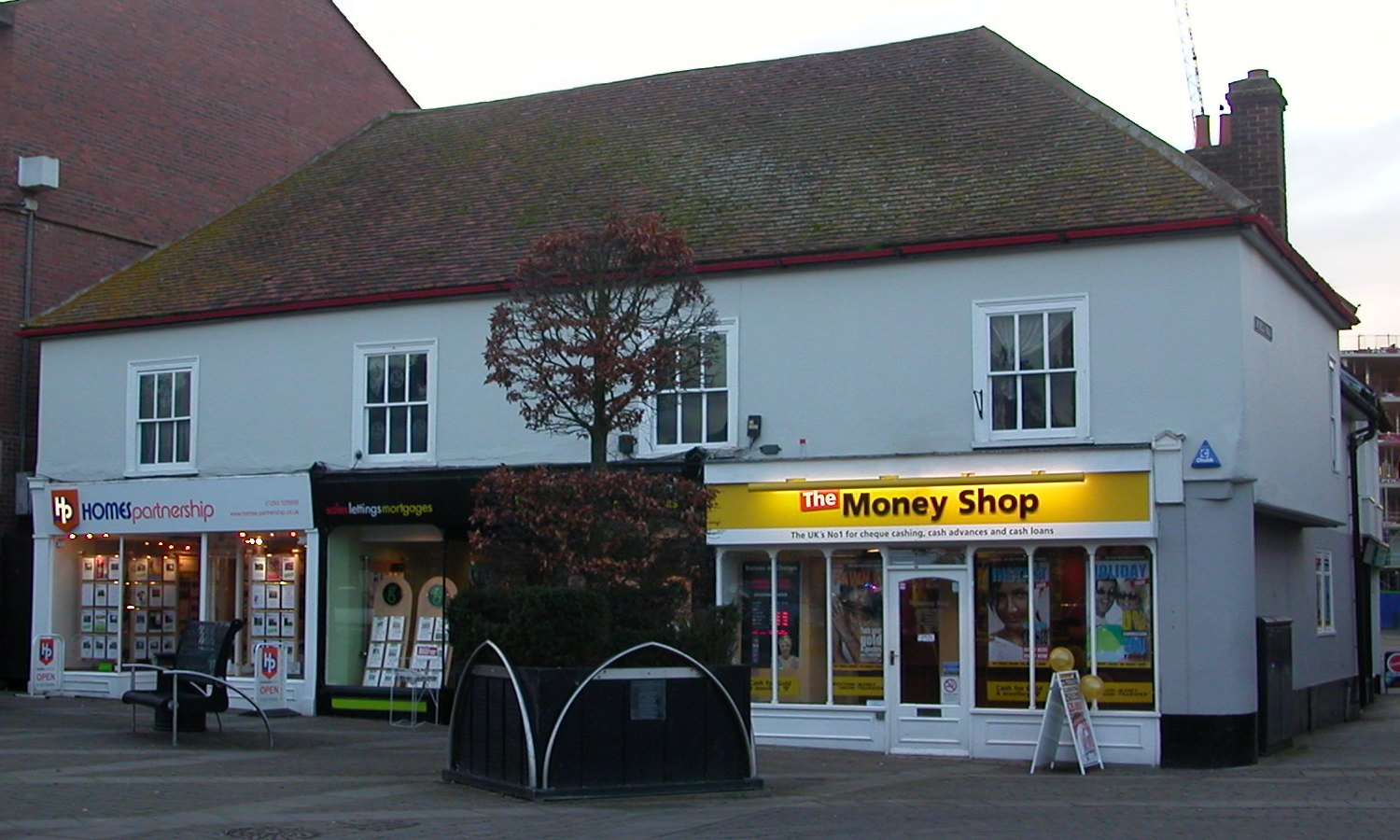
Diese Läden in 44-48 High Street befinden sich in einem 400 Jahre alten Gebäude.

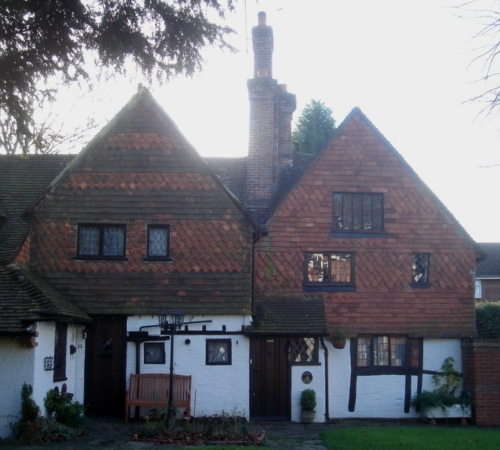
Die frühere Martyrs Farm wurde in zwei Häuser aufgeteilt, 8 und 10 Old Martyrs.

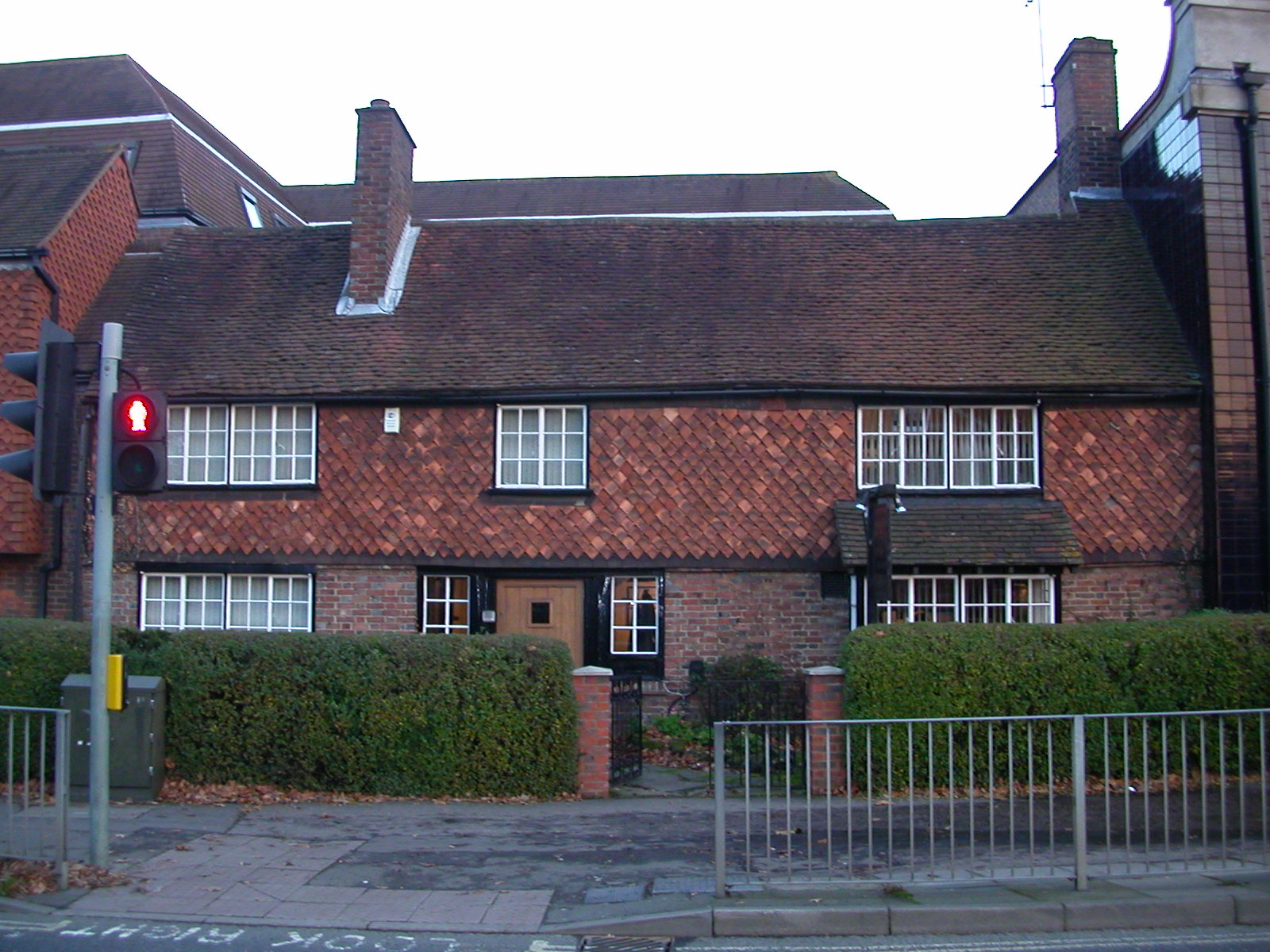
Das aus Backsteinen und Ziegeln errichtete Boscobel House steht zwischen Bürogebäuden an der High Street.

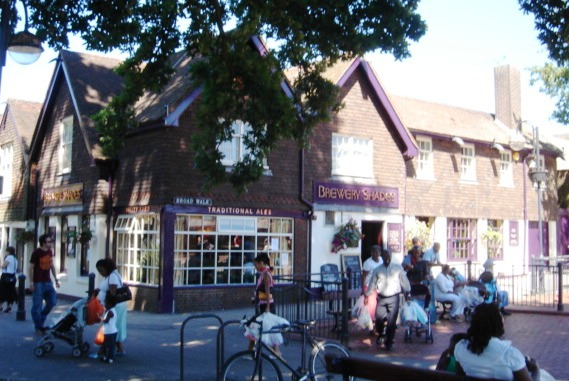
The Brewery Shades ist ein Mitte des 15. Jahrhunderts entstandenes offenes Hallenhaus.

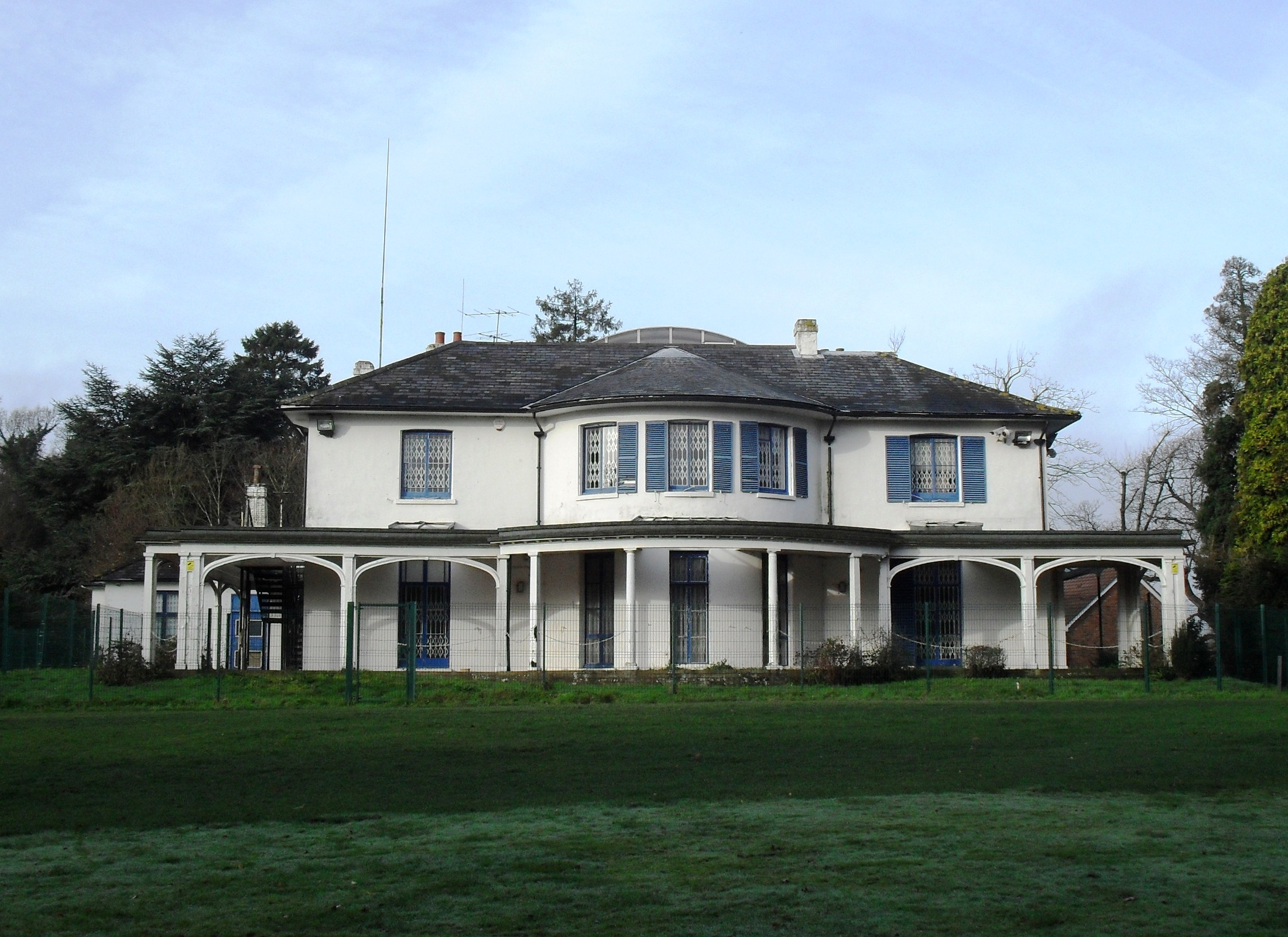
Broadfield House stammt aus der Zeit um 1830 und wurde seitdem in verschiedenen Weisen genutzt.

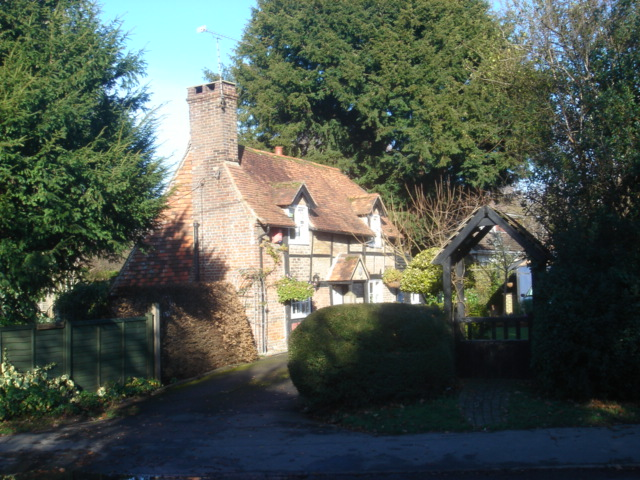
Brook Cottage ist 400 Jahre alt, ein Teil des ursprünglichen Flechtwerks mit Lehmbewurf ist erhalten.

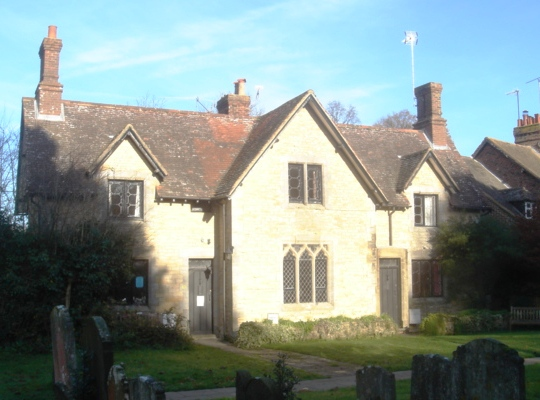
Church Cottage war die Dorfschule von Ifield.

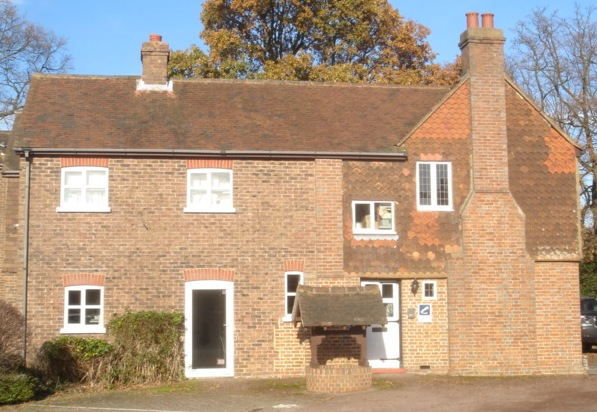
Der älteste Teil des als Holzfachwerkhaus errichteten County Oak Cottage stammt von 1705.

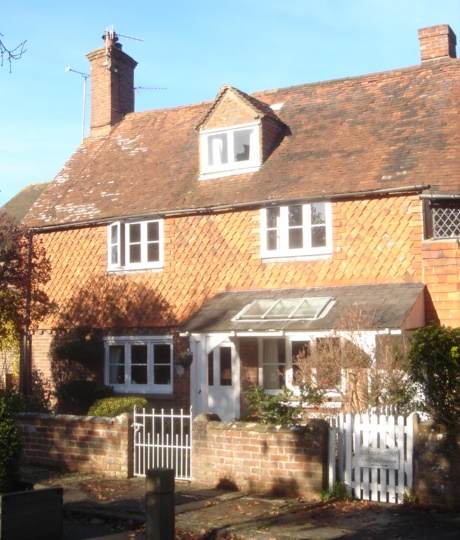
Harrow Cottage grenzt an den älteren Old Plough in Ifield.

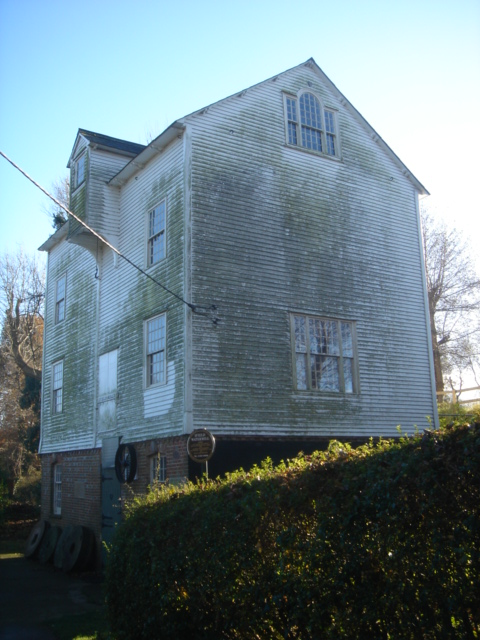
Die Ifield Water Mill wurde restauriert und ist in einem funktionsfähigen Zustand. Sie ist im Besitz des Crawley Borough Council.

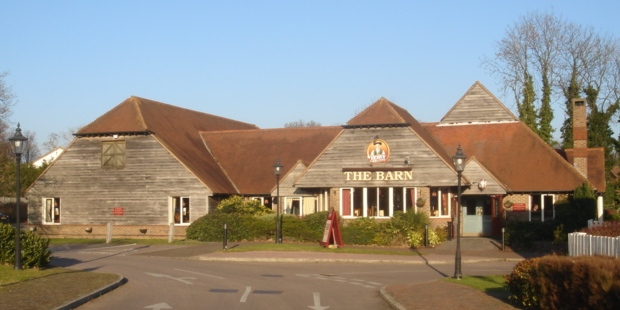
Diese frühere Scheune auf dem Gelände von Jordan’s Farm ist heute ein Pub.

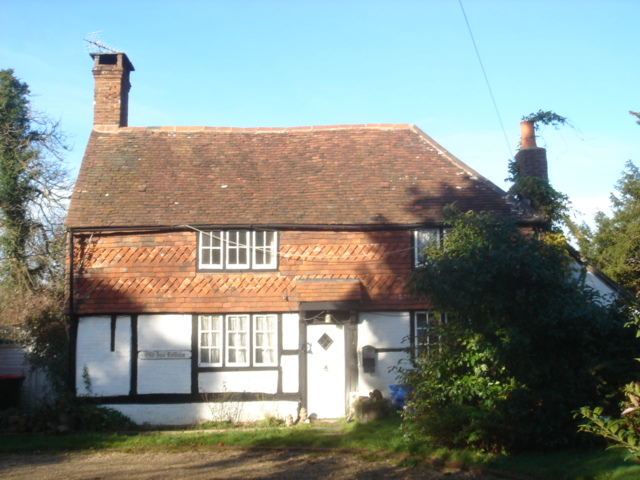
Old Inn Cottage on Langley Lane, in der Nähe des Friends Meeting House, stammt aus der Zeit um 1600.

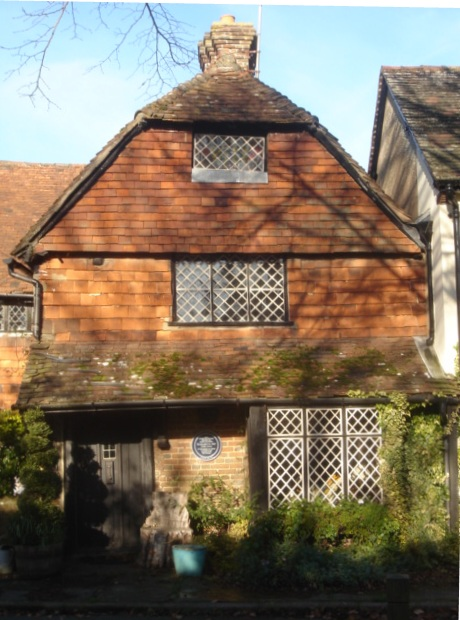
Old Plough Cottage ist Ifields früheres Dorfgasthaus und wird mit Elizabeth Fry in Verbindung gebracht.

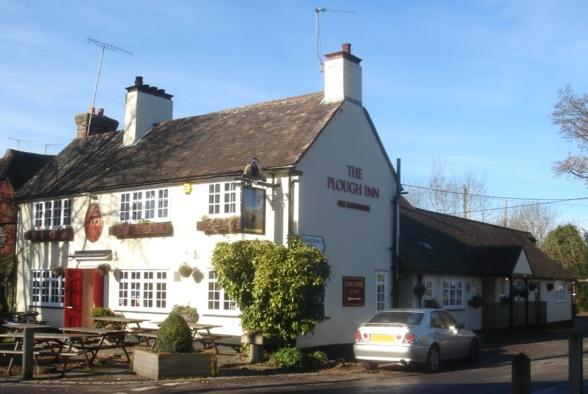
Das heutige Plough Inn wurde um 1900 direkt neben dem Old Plough erbaut.

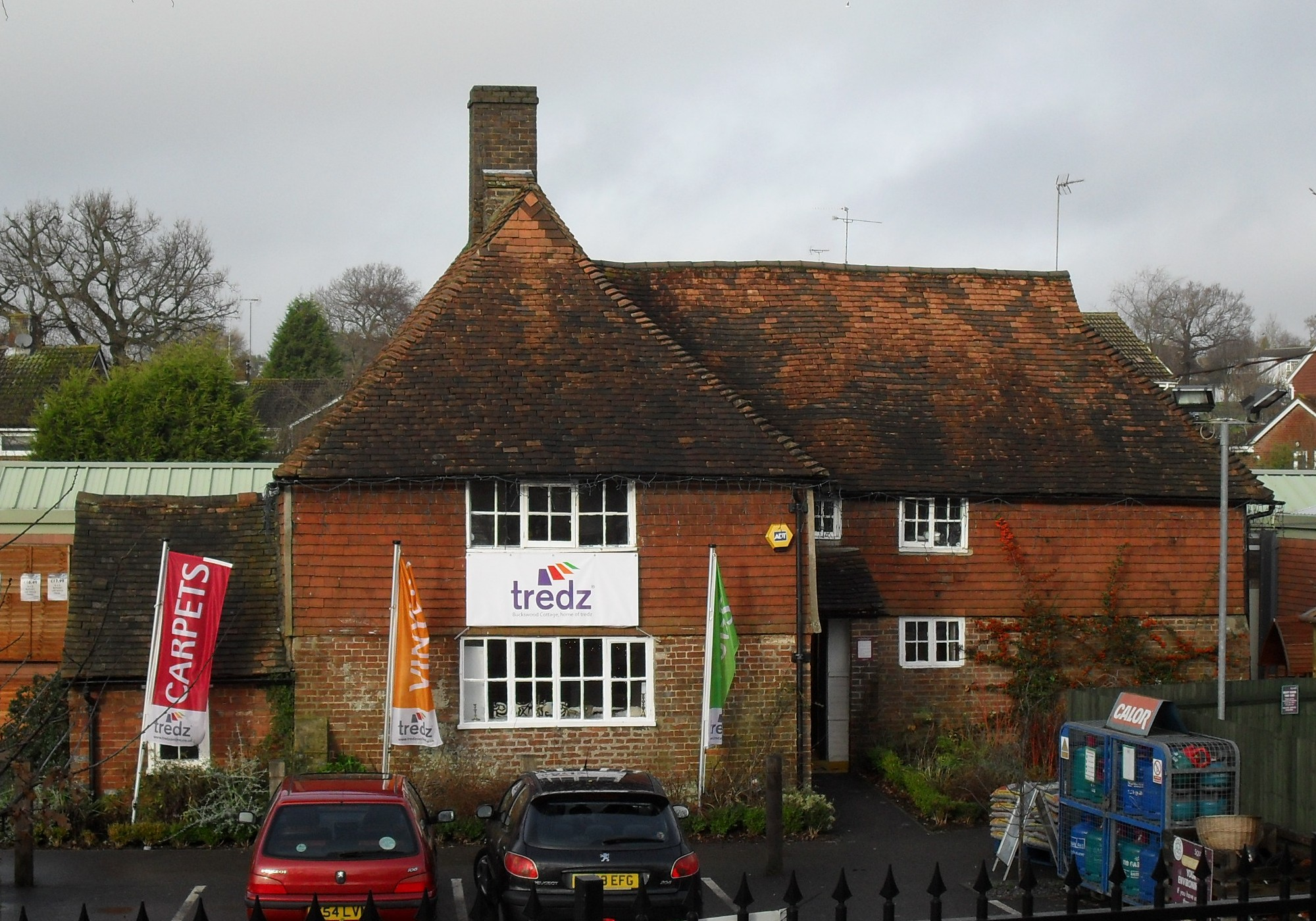
Little Buckswood Farmhouse ist Teil eines Gardencenter-Komplexes in Gossops Green.

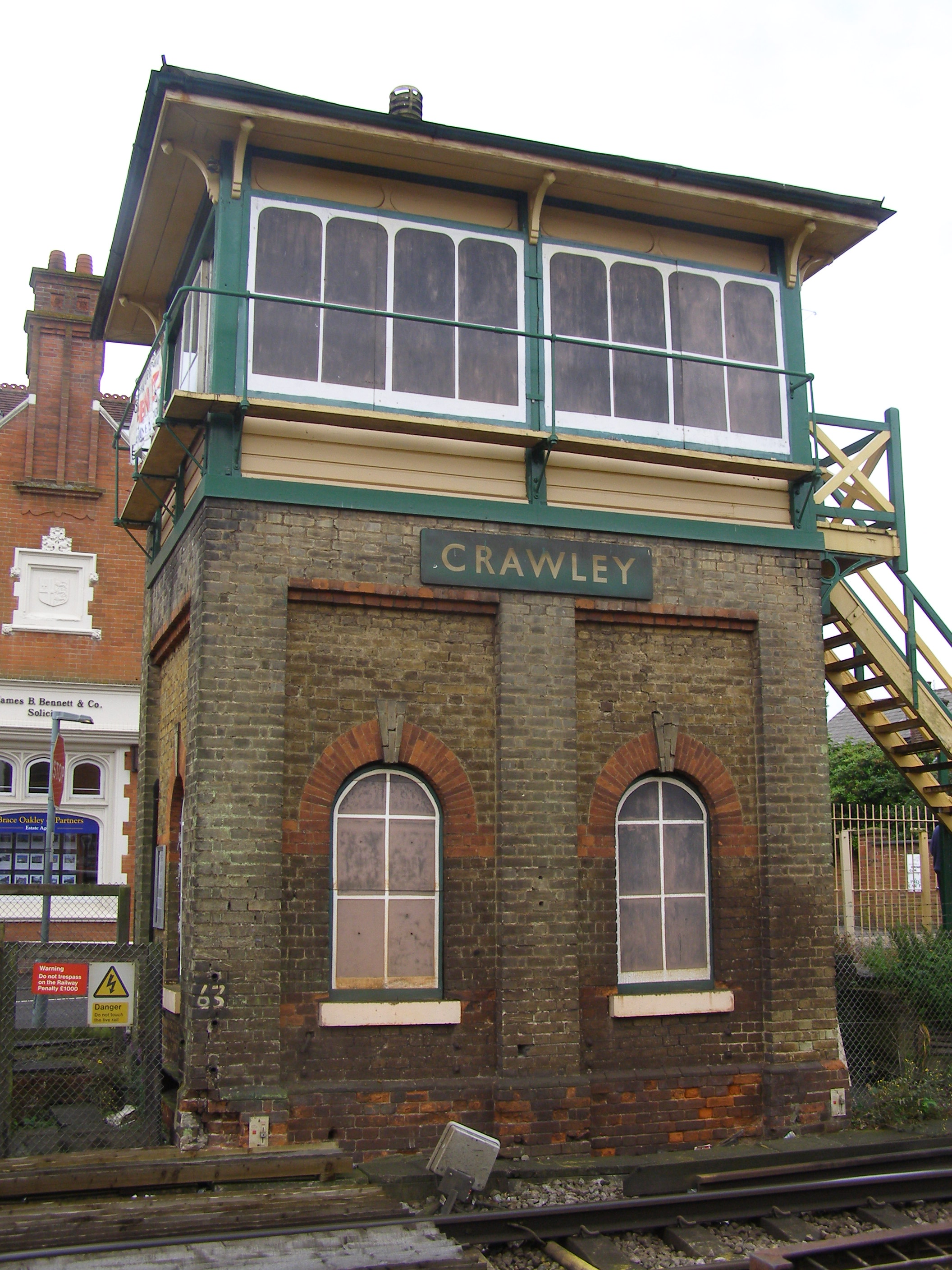
Das Stellwerk in der Nähe des Bahnübergangs an der Crawley High Street wird nicht mehr verwendet.

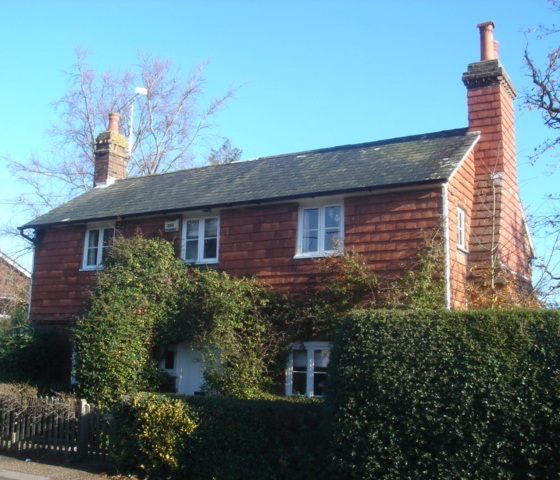
St Margaret’s Cottage ist ein teilweise mit Ziegeln behängtes Haus an der Rusper Road.

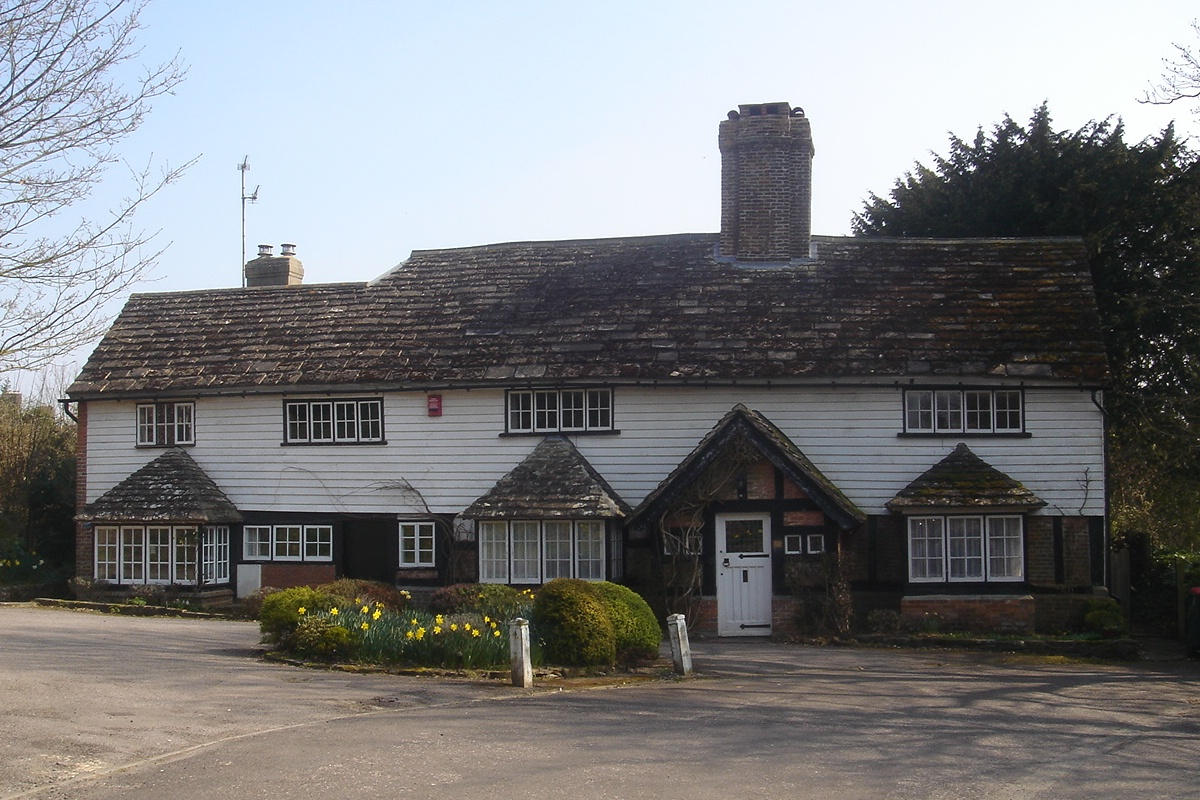
Street House wurde im 17. Jahrhundert erbaut und war ursprünglich ein Gasthaus in der Nachbarschaft der St Nicholas’ Church in Worth.

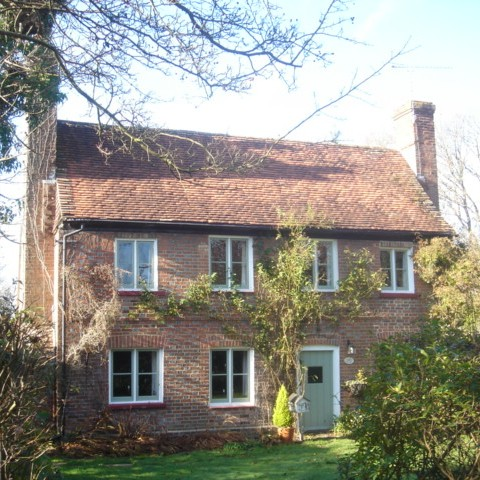
The Tweed war einst das Arbeitshaus der Gemeinde Ifield.

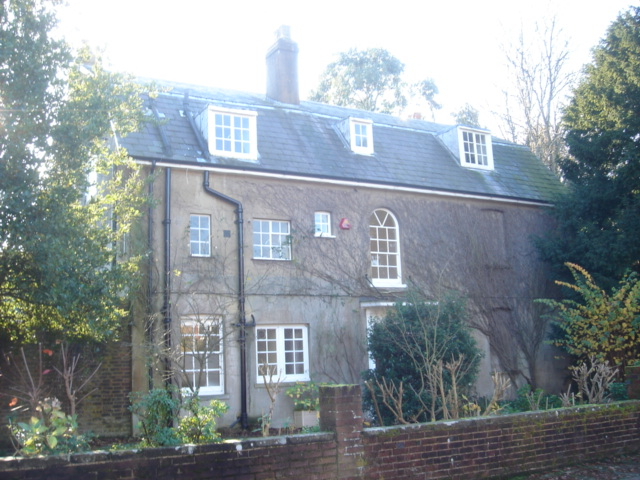
Ein Vorgänger dieses Gebäudes aus dem 19. Jahrhundert wurde erstmals 1532 urkundlich erwähnt.

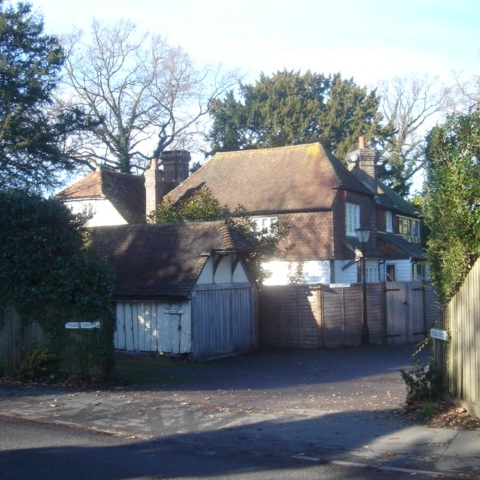
Turks Croft, ein offenes Hallenhaus, wurde zwischen dem 15. und 17. Jahrhundert erbaut.

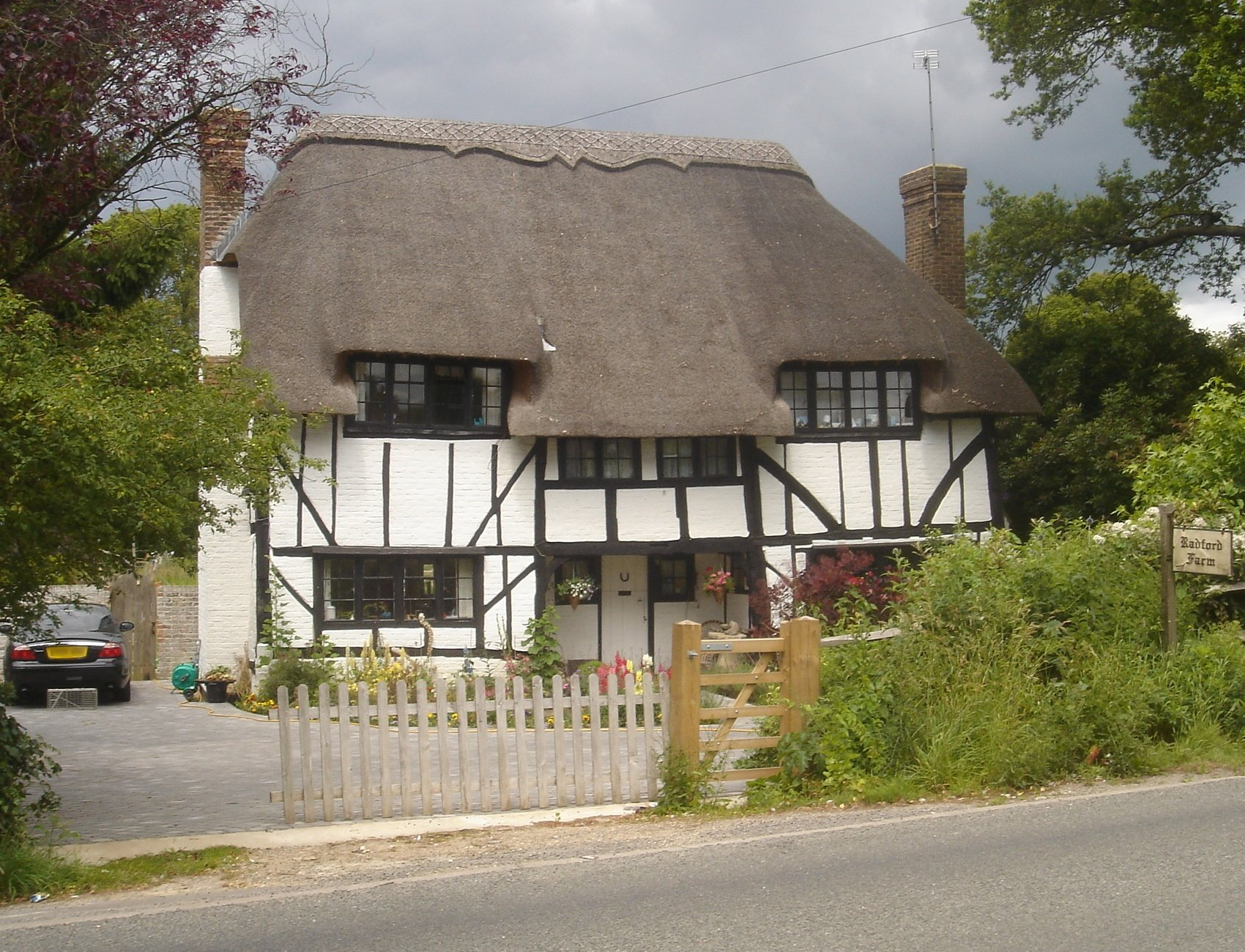
Radford Farmhouse im Weiler Tinsley Green stammt aus dem 16. Jahrhundert und war wohl ursprünglich ein Stall.

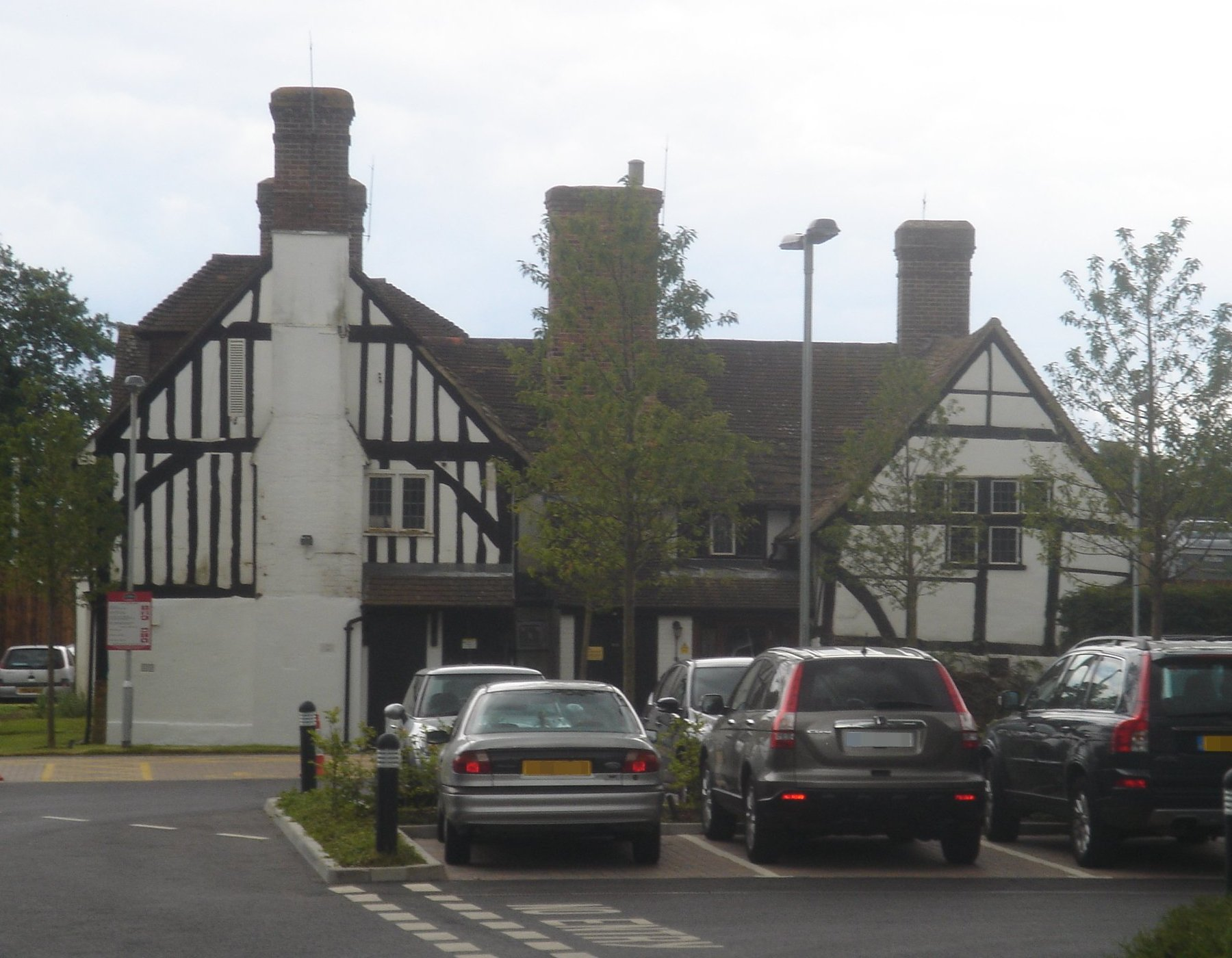
Edgeworth House und Wing House sind zusammengebaut und liegen heute innerhalb des Geländes des Flughafens Gatwick, stammen jedoch aus zwei verschiedenen Jahrhunderten, dem 15. und 16.

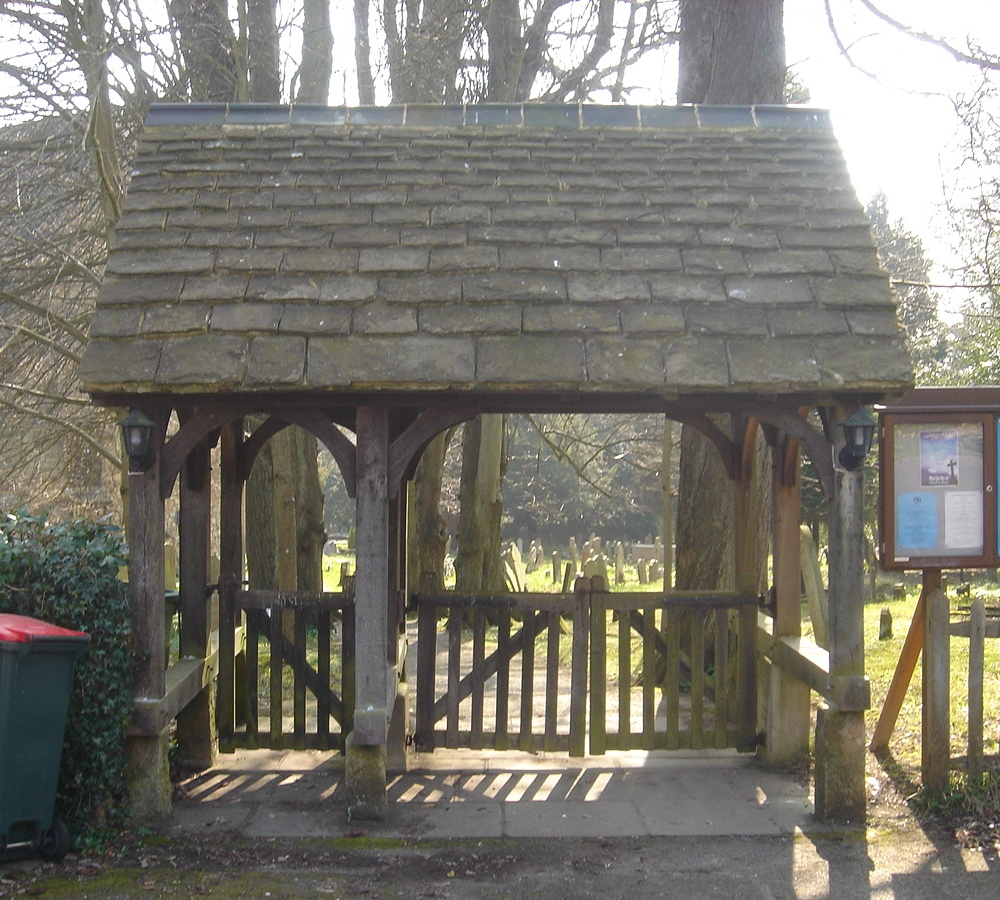
Das Kirchhoftor der St Nicholas’ Church ist als eigenständiges Bauwerk eingetragen. Es wurde im 17. Jahrhundert errichtet.

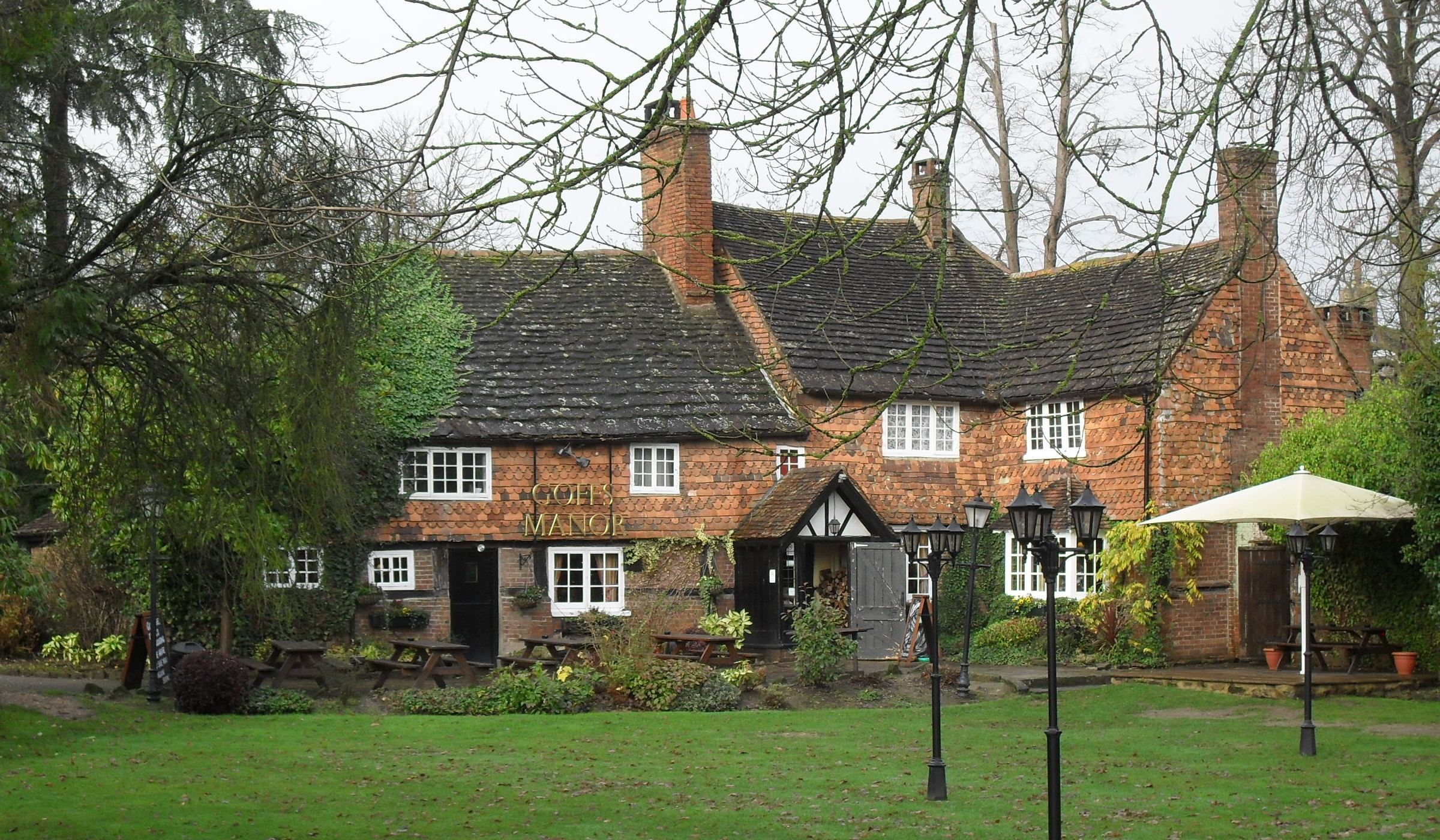
Goffs Manor ist heute ein Pub, wurde jedoch ursprünglich im 16. Jahrhundert als Wohnhaus in Goffs Park erbaut.

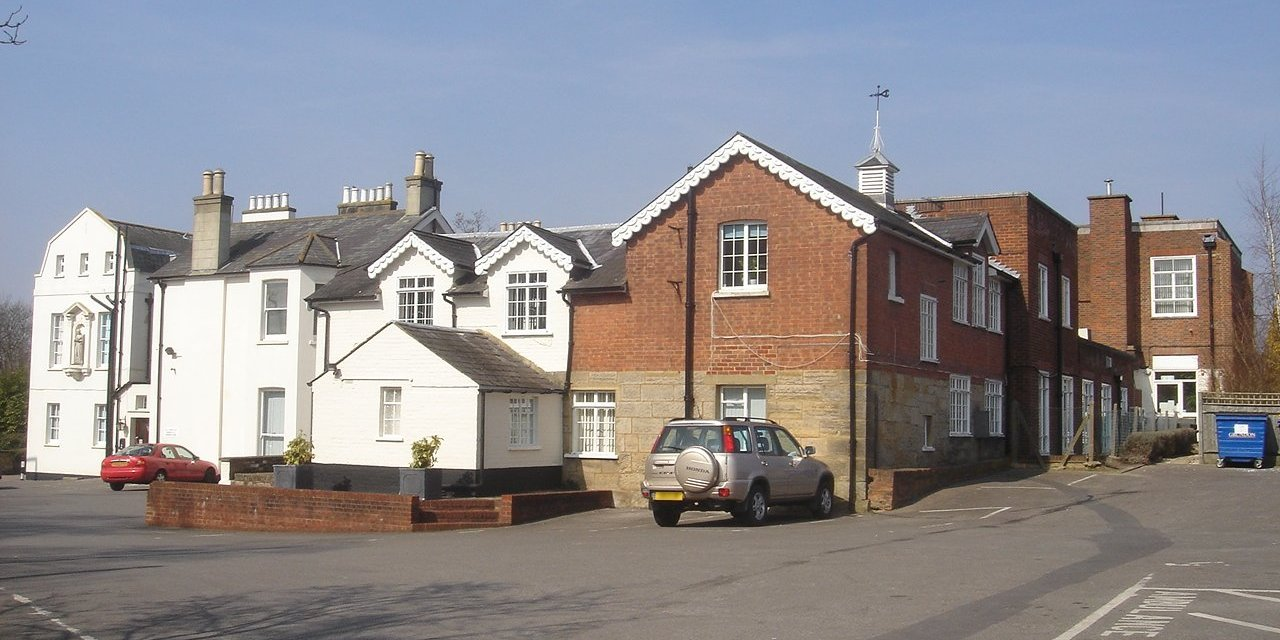
Der älteste Teil des Worth Training Centre ist der mit Mansarddach versehen Trakt auf der linken Seite des Bildes.

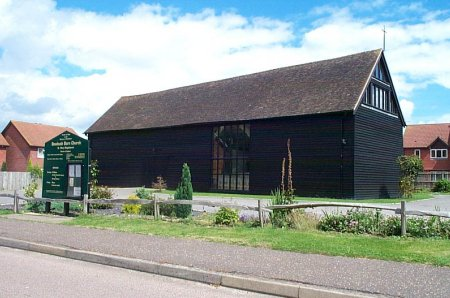
Die Kirche des Ortsteils Bewbush, St Mary Magdalene, wurde in einer mit Schindeln verschalten Scheune aus dem 17. Jahrhundert eingerichtet.

| Name                                                 | Stadtteil/ Koordinaten                       | Grade | Notes | Refs                                                                         |
| ---------------------------------------------------- | -------------------------------------------- | ----- | --- | ---------------------------------------------------------------------------- |
| Friends Meeting House                                | Langley Green 51° 7′ 36,1″ N, 0° 12′ 42,1″ W | I     | Quäker gründeten in Ifield in der Mitte des 17. Jahrhunderts eine Gemeinde und als 1676 deren Versammlungshaus gebaut wurde, waren mehr als ein Viertel der Einwohner Nonkonformisten. Es wurde seitdem ununterbrochen für Gottesdienste genutzt und ist eines der ältesten noch bestehenden zu diesem Zweck gebauten Versammlungshäuser der Quäker. Das aus Sussex-Stein gebaute Haus mit dem Doppelgiebel hat eine einfache Innenausstattung aus dem 18. Jahrhundert. | [ 13 ] [ 14 ] [ 15 ]                                                         |
| St Margaret’s Church                                 | Ifield 51° 7′ 26″ N, 0° 13′ 9,8″ W           | I     | Als die Kirche im 13. Jahrhundert an der Stelle einer Kirche aus dem 10. Jahrhundert gebaut wurde, befand sich St Margaret’s im Zentrum einer weitläufigen Gemeinde mit verstreuter Besiedlung. Ifield selbst war ein Weiler, der sich um die Kirche gruppierte. Der älteste Teil der Kirche umfasst den Altarraum. Das Bauwerk wurde in der viktorianischen Zeit renoviert und umgestaltet. | [ 16 ] [ 17 ] [ 18 ] [ 19 ]                                                  |
| St Nicholas’ Church                                  | Pound Hill 51° 6′ 37,1″ N, 0° 8′ 30,1″ W     | I     | Die Kirche stammt vermutlich aus dem 10. Jahrhundert und ist ungewöhnlich groß und breit für eine Kirche aus jener Periode. Worth war ursprünglich eine Weald-Siedlung mit eigener Gemeindekirche, aber aufgrund von Gemarkungsänderungen liegt die Kirche und ein Teil der Kirchengemeinde heute im Borough of Crawley. Einige bauliche Veränderungen wurden im 13. Jahrhundert vorgenommen und Renovierungen erfolgten 1871 und nach einem Brand 1986. | [ 20 ] [ 21 ] [ 16 ] [ 22 ]                                                  |
| 5 Langley Lane                                       | Langley Green 51° 7′ 36,5″ N, 0° 12′ 42,1″ W | II*   | Dieses zweistöckige als Holzfachwerk errichtete Gebäude entstand um 1475; die Backsteinfassade stammt aus dem 18. Jahrhundert. An der Ostseite wurde 1676 das Versammlungshaus der Quäker errichtet, als der Eigentümer dieses Cottages das Grundstück der Quäkergemeinde schenkte. | [ 23 ] [ 24 ]                                                                |
| Ancient Priors                                       | Northgate 51° 6′ 50″ N, 0° 11′ 25,1″ W       | II*   | Dieses Hallenhaus aus Fachwerk entstand um 1450 teilweise an der Stelle eines älteren Gebäudes, das dabei in dieses Haus integriert wurde. Das Gebäude mit vier Jochen wurde in den 1930er Jahren aus nahezu abbruchreifem Zustand renoviert. Ende des 20. Jahrhunderts gehörte es dem Boxer Alan Minter. | [ 25 ] [ 26 ] [ 27 ] [ 28 ] [ 29 ]                                           |
| Charlwood House                                      | Langley Green 51° 8′ 38,4″ N, 0° 11′ 43,8″ W | II*   | Der Kern dieses großen Gebäudes, das heute eine Schule für Krankenpfleger beherbergt, ist ein Anfang des 17. Jahrhunderts entstandenes Fachwerkhaus, an einem Ende befindet sich eine Veranda. Das Ziegeldach verwendet Steine aus Horsham. Ein Anbau im selben Stil wurde im 20. Jahrhundert errichtet. | [ 30 ] [ 31 ]                                                                |
| Charlwood Park Farmhouse                             | Langley Green 51° 9′ 34,9″ N, 0° 11′ 49,6″ W | II*   | An der Grenze zu Surrey und heute gerade außerhalb des Flughafens Gatwick steht dieses Hallenhaus aus dem 15. Jahrhundert. Es wurde im 17. Jahrhundert umgebaut. Das Erdgeschoss besteht aus Fachwerk, das Obergeschoss ist mit Ziegeln behängt. Das Satteldach ist mit Ziegeln gedeckt und ist mit einem im 17. Jahrhundert gebauten Kamin versehen. Das Gebäude ist umlaufend mit einer Veranda umgeben. | [ 32 ]                                                                       |
| Ewhurst Place                                        | Ifield 51° 7′ 23,5″ N, 0° 12′ 10,4″ W        | II*   | In der Gegend um Crawley gab es ursprünglich sechs von Wassergräben umgebene Fachwerkhäuser; Ewhurst Place, das an der Stätte eines viel älteren Gebäudes Ende des 16. Jahrhunderts errichtet wurde, ist das einzige davon, bei dem sowohl das Haus als auch der Wassergraben vollständig erhalten sind. Die Wände sind teilweise Ziegeln behängt, aus Backsteinen gemauert oder sie bestehen aus Fachwerksegmenten. Steinziegel aus Horsham wurden für das Dach verwendet. Der Name Ewhurst („Yew Wood“) ist einer der ältesten Farmnamen der Gegend.                                                                             | [ 33 ] [ 34 ] [ 35 ] [ 36 ] [ 37 ] [ 15 ]                                    |
| Hyders Hall (Gatwick Manor Inn)                      | Northgate 51° 8′ 21,5″ N, 0° 11′ 3,5″ W      | II*   | Wie Ewhurst Place war auch Hyders Hall ein von einem Wassergraben umgebenes Farmhaus; nur Teile des Grabens sind übrig. Das im 15. Jahrhundert als offenes Hallenhaus erbaute Gebäude wurde in den späteren Jahrhunderten mehrfach verändert: neue Fußböden, Kamine, sich kreuzende Deckenbalken, Fenster und ein Treppenhaus wurden hinzugefügt. In dem Gebäude ist heute ein Restaurant mit Bar und Tagungseinrichtungen untergebracht. | [ 38 ] [ 36 ] [ 39 ]                                                         |
| Old Punch Bowl                                       | Northgate 51° 6′ 58″ N, 0° 11′ 21,8″ W       | II*   | Dieses Holzfachwerkhallenhaus stammt vom Ende des 15. Jahrhunderts und wurde in der Geschichte Crawley vielfach genutzt: vom Farmhaus direkt nach seiner Entstehung bis hin zur Verwendung im 20. Jahrhundert als Teehaus, Bank und nun als Pub. Das Haus spannt fünf Joche und hat einen großen Kamin am nördlichen Ende. | [ 25 ] [ 40 ] [ 41 ] [ 42 ] [ 43 ] [ 44 ] [ 45 ] [ 46 ]                      |
| Rowley Farmhouse                                     | Northgate 51° 8′ 30,1″ N, 0° 10′ 21″ W       | II*   | Das Farmhaus aus dem 16. Jahrhundert ist auf einer wenig mächtigen Kiesschicht errichtet, was eine gute Entwässerung in dem sonst von schwerem Lehmboden dominierten Gebiet gewährt. Es handelt sich um ein fünfjöchiges Fachwerkhaus in einer späten Form eines offenen Hallenhauses. Ein Kamin wurde im 18. Jahrhundert hinzugefügt. Das Gebäude war 1936 Schauplatz eines tödlichen Flugunfalls. | [ 47 ] [ 48 ] [ 49 ]                                                         |
| St John the Baptist’s Church                         | Northgate 51° 6′ 50″ N, 0° 11′ 19″ W         | II*   | Crawleys Gemeindekirche stammt aus dem 13. Jahrhundert und einige Teile des Bauwerks sind ursprünglich, obwohl im Laufe der Jahrhunderte viele Veränderungen vorgenommen wurden, darunter der Neubau des Kirchturmes im Jahr 1807. | [ 50 ] [ 29 ] [ 25 ]                                                         |
| St Michael and All Angels Church                     | Langley Green 51° 8′ 44,9″ N, 0° 10′ 46,9″ W | II*   | William Burges baute diese neugotische Kirche aus gelben Sandstein 1867 als anglikanische Gemeindekirche des heute nicht mehr besiedelten Dorfes Lowfield Heath. Seit 1974 liegt die Kirche im Borough of Crawley und wird heute von den Siebenten-Tags-Adventisten genutzt. | [ 51 ] [ 52 ] [ 53 ] [ 54 ]                                                  |
| The Beehive                                          | Northgate 51° 8′ 39,5″ N, 0° 9′ 48,2″ W      | II*   | Frank Hoar entwarf 1934 diesen damals revolutionären Rundbau. Er beinhaltete das weltweit erste voll integrierte Flughafenabfertigungsgebäude. Das 1936 fertiggestellte Bauwerk dient heute als Bürogebäude. | [ 7 ] [ 55 ] [ 6 ] [ 8 ]                                                     |
| The George Hotel                                     | West Green 51° 6′ 53,3″ N, 0° 11′ 26,5″ W    | II*   | Das in Gemälden und in der Literatur verewigte Hotel wurde auch von Monarchen besucht und war Ort öffentlicher Hinrichtungen. Als Kutschenwechselstation bestand es seit dem 15. Jahrhundert und wurde später in die umliegenden Gebäude erweitert. Die größte Bedeutung hatte das Gasthaus während des 18. und 19. Jahrhunderts. Der Kern des Bauwerkes ist ein Holzfachwerkhallenhaus aus der Mitte des 15. Jahrhunderts. | [ 24 ] [ 56 ] [ 57 ] [ 58 ] [ 59 ] [ 60 ] [ 61 ] [ 62 ] [ 63 ] [ 64 ] [ 25 ] |
| 10 Ifield Road                                       | West Green 51° 6′ 51,8″ N, 0° 11′ 30,5″ W    | II    | Eine Rekonstruktion aus dem 19. Jahrhundert verdeckt das zwei Jahrhunderte ältere Cottage aus Holzfachwerk. Läuferverbandmauerwerk und Ziegelbehang sind an der Außenseite sichtbar, das Dach ist ein Krüppelwalmdach. Das Gebäude war für viele Jahre eine Bäckerei, ist aber nun ungenutzt. | [ 65 ] [ 66 ]                                                                |
| 29 High Street                                       | Northgate 51° 6′ 49,3″ N, 0° 11′ 25,1″ W     | II    | Dieses Gebäude wurde in ein Ladengeschäft umgebaut und wurde im Inneren verändert. Es besteht aus einem um 1620 entstandenen Haus mit sichtbaren abgeschrägten Balken und dem Hof mit Stall, Lagerraum, Scheune und Schuppen eines Kornhändlers aus dem 19. Jahrhundert. Das Haus hatte einen Kamin, der inzwischen entfernt wurde, der Kaminschlot im innern besteht jedoch noch. | [ 25 ] [ 67 ] [ 68 ]                                                         |
| 34-36 High Street                                    | West Green 51° 6′ 50,8″ N, 0° 11′ 26,9″ W    | II    | Dieses zweistöckige Gebäude aus dem späten 18. Jahrhundert aus rotem Backstein ist das einzige noch existente Bauwerk aus dieser Zeit. Es wurde in zwei Läden mit Wohnungen darüber umgebaut. Auf dem Ziegeldach sitzen zwei ursprüngliche Kamine, sechs Aufschiebfenster lassen Licht in das Obergeschoss. | [ 24 ] [ 25 ] [ 69 ]                                                         |
| 37 Langley Lane                                      | Langley Green 51° 7′ 40,8″ N, 0° 12′ 29,2″ W | II    | Dieses Bauwerk ist das Hauptgebäude der Apple Tree Farm, die mit Wohnbebauung und einem Hindutempel neu bebaut wird. Das Farmhaus aus dem 17. Jahrhundert mit dem Ziegeldach wurde Mitte des 19. Jahrhunderts erweitert und mit einer Backsteinfassade ausgestattet. | [ 70 ] [ 71 ]                                                                |
| 39 High Street                                       | Northgate 51° 6′ 50,8″ N, 0° 11′ 24,7″ W     | II    | Das Gebäude am Weg zur St John the Baptist’s Church hat heute ein gotisches Erscheinungsbild, war aber ursprünglich ein Fachwerkhallenhaus, das im 16. Jahrhundert errichtet wurde. Der Umbau erfolgte in der Mitte des 19. Jahrhunderts. Das teilweise steile Satteldach hat dekorative Ortgänge an den Giebeln. | [ 25 ] [ 72 ]                                                                |
| 39 Langley Lane                                      | Langley Green 51° 7′ 44,4″ N, 0° 12′ 30,2″ W | II    | Das kleine Cottage wurde nicht später als in der Mitte des 18. Jahrhunderts gebaut, obwohl es einen modernen Gebäudeteil gibt, der ähnliche Materialien verwendet. Das Haus steht abseits der Langley Lane auf zur Apple Tree Farm gehörendem Gelände und ist von Neubauten umgeben. Das teilweise als Fachwerkhaus gebaute Haus ist im oberen Stockwerk mit Holzdielen verkleidet. Am westlichen Ende des Hauses steht ein großer Kamin. | [ 73 ] [ 24 ] [ 71 ]                                                         |
| 44-48 High Street                                    | West Green 51° 6′ 51,8″ N, 0° 11′ 26,5″ W    | II    | Das heute in drei Läden unterteilte Bauwerk wurde um 1600 als ein Fachwerkhallenhaus mit vier Jochen erbaut. Es wurde im 19. Jahrhundert in Läden umgebaut. Dabei wurde die Außenseite verputzt und vier Auschiebfenster wurden eingebaut. Das Gebäude steht auf einem Eckgrundstück, beide zur Straße hin gerichtete Seiten waren ursprünglich in Rähmbauweise ausgeführt, heute ist diese nur noch an der kürzeren, nach Norden gerichteten Fassade erhalten. | [ 74 ] [ 24 ] [ 75 ] [ 25 ] [ 76 ]                                           |
| 60-62 Ifield Road                                    | West Green 51° 6′ 54,4″ N, 0° 11′ 49,6″ W    | II    | Dieses im späten 16. Jahrhundert errichtete Farmhaus wurde im 19. Jahrhundert in mehrere Cottages umgebaut, ist aber heute wieder nur ein Haus. Es handelt sich um eines der ältesten Gebäude in dem heute zu West Green gehörenden Gebiet. Es ist ein Fachwerkhaus mit freigestelltem Gebälk im Innern. Die Außenseite ist teilweise mit senkrechten Brettern verkleidet. | [ 24 ] [ 77 ] [ 25 ]                                                         |
| 8-10 Old Martyrs                                     | Langley Green 51° 7′ 50,5″ N, 0° 11′ 18,6″ W | II    | Martyrs Farm, westlich der London Road, erhielt diesen Namen, weil der protestantische Märtyrer Thomas Dungate hier 1556 festgenommen wurde und auf dem Scheiterhaufen verbrannt wurde. Das Farmhaus – heute zwei Häuser – hat sichtbare Fachwerkbalken und ist im Obergeschoss mit Holz verkleidet. Ein Anbau im 20. Jahrhundert wurde im selben Stil gebaut. | [ 24 ] [ 78 ] [ 79 ]                                                         |
| Barn at Gatwick Manor Inn                            | Northgate 51° 8′ 22,9″ N, 0° 11′ 2,8″ W      | II    | Diese mit Brettern verkleidete Scheune ist historisch unter dem Namen Hyder’s Barn bekannt und grenzt an das frühere Gatwick Manor, wurde jedoch später erbaut. Ein Raum eines früheren Gasthauses im nahegelegenen Reigate wurde nach Crawley gebracht und als Basis für einen Bau verwendet, der die Scheune und das Herrenhaus verbindet. Die Scheune ist nun Bestandteil des Restaurants Gatwick Manor Inn. | [ 80 ]                                                                       |
| Barn east of Rowley Farmhouse                        | Northgate 51° 8′ 30,1″ N, 0° 10′ 18,5″ W     | II    | Neben dem Rowley Farmhouse steht diese mittelalterliche Scheune mit einem von einem Strebebalken getragenen Dach. Die Bretterverschalung verdeckt die Fachwerkkonstruktion. Das Satteldach ist mit Ziegeln gedeckt. | [ 81 ]                                                                       |
| Bewbush Manor                                        | Bewbush 51° 5′ 56,4″ N, 0° 13′ 48″ W         | II    | Das Herrenhaus Beaubusson wurde erstmals 1315 erwähnt. Das gegenwärtige Gebäude an der Stelle stammt aus dem 15. oder 16. Jahrhundert, doch um 1850 wurden Ziegelmauern von außen hinzugefügt, sodass das ursprünglicher Holzfachwerk nicht mehr sichtbar ist. Die Fenster stammen aus dieser Zeit, doch ein Teil der Innenausstattung aus dem 17. Jahrhundert ist erhalten. | [ 82 ] [ 83 ] [ 36 ]                                                         |
| Black Dog Cottage                                    | Northgate 51° 7′ 19,9″ N, 0° 10′ 54,1″ W     | II    | Dieses Fachwerk-Farmhaus aus dem Ende des 16. Jahrhunderts wurde im 19. Jahrhundert verändert, als die Fassade aus Backsteinen hinzugefügt wurde. Ein Teil der Holzbalken ist noch sichtbar und auf der Rückseite besteht eine Bretterverschalung. Das steile giebelständige Satteldach ist ziegelgedeckt und die ursprünglichen Schornsteine sind erhalten. | [ 84 ] [ 85 ]                                                                |

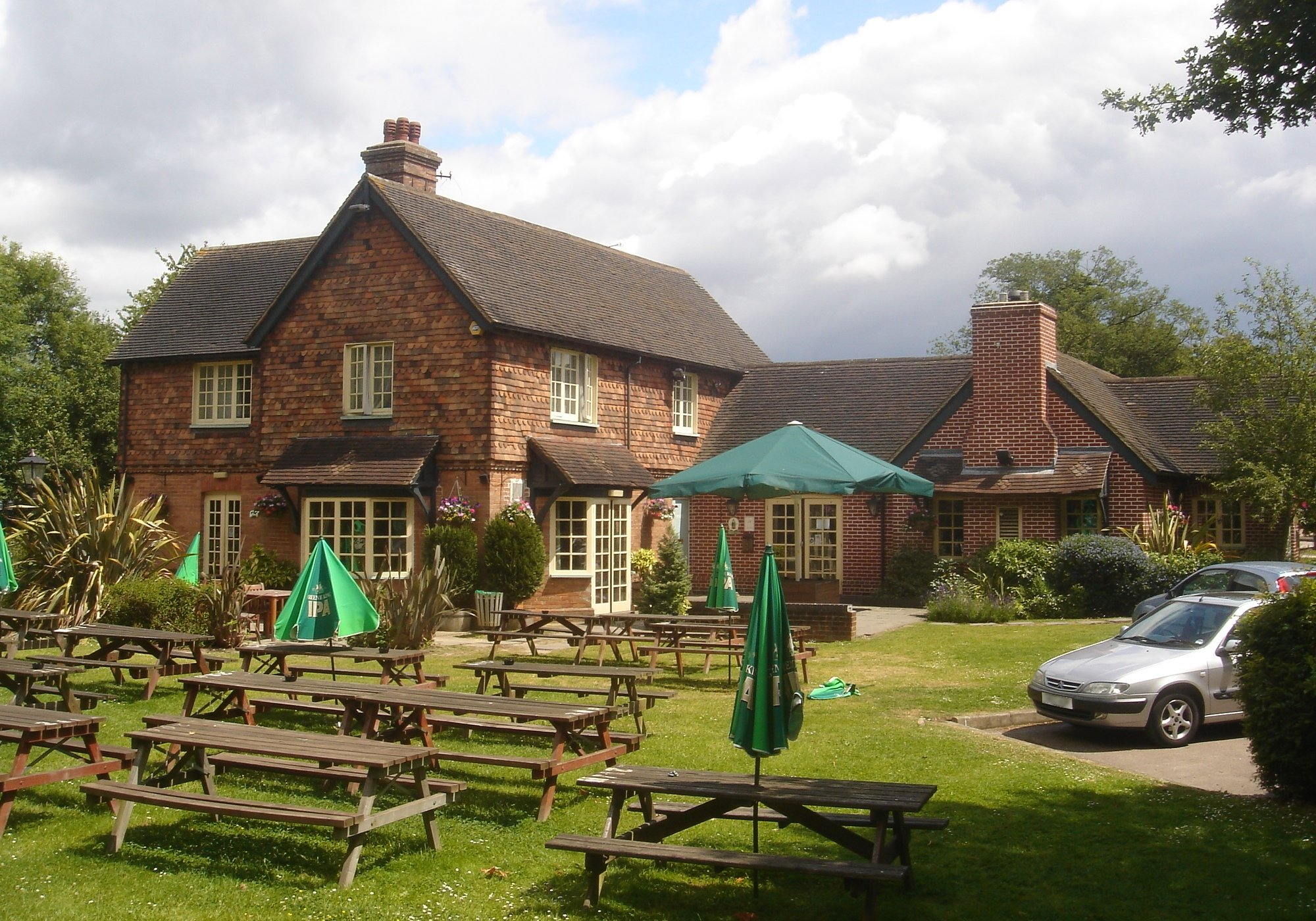
Heathy Ground Farmhouse, ein Bauwerk aus dem 16. Jahrhundert, ist heute ein Pub an der Straße von Balcombe nach Horley.

| Blackwater Cottage                                   | Pound Hill 51° 6′ 46,4″ N, 0° 9′ 19,8″ W     | II    | Dieses kleine zweistöckige Cottage ist teilweise mit Holz verschalt, teilweise ist es auf der Außenseite mit Backsteinen gemauert. Das ziegelgedeckte Dach ist auf einer Seite sehr steil. Einer der Schornsteine ist ursprünglich. Das Gebäude ist nicht vor dem frühen 18. Jahrhundert entstanden. | [ 86 ]                                                                       |
| Boscobel House                                       | Northgate 51° 7′ 3,4″ N, 0° 11′ 21,1″ W      | II    | Dieses Haus aus dem 17. Jahrhundert trug einst den Namen Furnall Cottage und steht am nördlichen Ende der High Street zwischen Büroblöcken, die Ende des 20. Jahrhunderts in einem komplementären Stil entstanden sind. Das Erdgeschoss wurde im 18. Jahrhundert in Backsteinen neu gefasst. | [ 25 ] [ 87 ] [ 88 ]                                                         |
| Brewery Shades                                       | Northgate 51° 6′ 56,2″ N, 0° 11′ 23,6″ W     | II    | Hinter der weitgehend modernen Außenseite verbirgt sich eine gut erhaltene Fachwerkkonstruktion eines offenen Hallenhauses aus dem 15. Jahrhundert. Mehrere Modifikationen des Gebäudes wurden zwischen dem 17. und 19. Jahrhundert ausgeführt. | [ 25 ] [ 89 ] [ 46 ]                                                         |
| Bridge at Ewhurst Place                              | Ifield 51° 7′ 23,9″ N, 0° 12′ 9,7″ W         | II    | Diese Backsteinbrücke über den Graben am Ewhurst Place wurde 1739 gebaut, wie eine Tafel über dem einfache Bogen verkündet. Die Mauerkrone ist dreischenklig. | [ 90 ]                                                                       |
| Broadfield House                                     | Broadfield 51° 5′ 47″ N, 0° 11′ 46,7″ W      | II    | Dieses um 1830 mit Stuckarbeiten versehene und schiefergedeckte Haus wurde etwa 30 Jahre später um eine drei Hoche spannende Halle und eine Galerie darüber erweitert. In späterer Zeit waren hier Büros des Stadtrats und die Radiostation Mercury FM untergebracht. 2008 erteilte der Crawley Borough Council die Baugenehmigung, um das Gebäude in zwölf Eigentumswohnungen umzubauen. | [ 91 ] [ 92 ] [ 93 ]                                                         |
| Brook Cottage                                        | Ifield 51° 6′ 59″ N, 0° 13′ 9,8″ W           | II    | Dieses Fachwerkcottage mit Backsteinmauern an der Außenseite und einem hohen Schornsteinen ist eines der ältesten Häuser in Ifield. Der Beginn des Hauses geht etwa auf das Jahr 1600 zurück. Aus dieser Zeit ist noch einiges an Flechtwerk mit Lehmüberzug erhalten. | [ 94 ] [ 24 ] [ 85 ]                                                         |
| Brookside                                            | Pound Hill 51° 8′ 33,7″ N, 0° 9′ 14,4″ W     | II    | Diese Fachwerkhaus aus dem 17. Jahrhundert steht in dem alten Weiler Tinsley Green, das heute zu Pond Hill gehört. Das Haus hat drei Joche, eines davon ist nach vorne gezogen und dient als Eingangsveranda. | [ 95 ]                                                                       |
| Caxtons                                              | Pound Hill 51° 6′ 58″ N, 0° 8′ 24,7″ W       | II    | An der Straße nach Turners Hill steht dieses Cottage aus dem 16. Jahrhundert. Es ist an der Außenseite mit Backsteinen, Holzbrettern und Ziegeln verkleidet. Ein hoher Kamin erhebt sich an der Westseite des Hauses, im Inneren sind ursprüngliche Kaminecken erhalten. | [ 96 ]                                                                       |
| Cherry Tree Cottage                                  | Pound Hill 51° 8′ 25,1″ N, 0° 9′ 36,4″ W     | II    | Dieses große Haus aus dem 17. Jahrhundert in Tinsley Green hat auf der Außenseite Fachwerkbalken und örtlich gebrochene Steine, teilweise mit Bretten verkleidet und teilweise mit Backstein gemauert. Ein Anbau befindet sich in der südöstlichen Ecke des in Ost-West-Richtung ausgerichteten Bauwerks. | [ 97 ]                                                                       |
| Church Cottage                                       | Ifield 51° 7′ 27,1″ N, 0° 13′ 8″ W           | II    | Dieses Gebäude aus Stein, das ursprünglich die Kirchenschule von Ifield war, wurde in den 1840er Jahren im gotischen Stil erbaut und hat drei Joche. Die Mittelsektion hat ein Dach mit einem breiten Giebel, der von zwei zurückgesetzten Jochen mit kleineren Giebeln flankiert wird. Das Flechtwerk am Hauptfenster des Erdgeschosses entspricht dem Stil eines der Fenster in der angrenzenden St Margaret’s Church. | [ 98 ] [ 15 ]                                                                |
| County Oak Cottage                                   | Langley Green 51° 8′ 12,1″ N, 0° 11′ 26,2″ W | II    | Das Cottage wurde ursprünglich 1705 am Rande von Lowfield Heath als Holzfachwerk errichtet, womöglich als Umbau einer älteren Scheune. Das Bauwerk wurde erweitert und in ein Bürogebäude umgebaut, Teile des ursprünglichen Bauwerkes sind jedoch erhalten. | [ 99 ] [ 24 ]                                                                |
| Edgeworth House                                      | Pound Hill 51° 9′ 24,1″ N, 0° 9′ 8,6″ W      | II    | Obwohl dieses Holzfachwerkhaus aus dem 15. Jahrhundert am Rande des Flughafens Gatwick liegt und von Bürogebäuden und einem Hotel umgeben ist, blieb das Innere des Hauses gut erhalten: alte Balken und offene Kamine sind ursprünglich. Die Dachziegel sind original und die Außenwände sind teilweise mit Holz verkleidet und teilweise mit Backsteinen gemauert. Es grenzt an Wing House und wird als Begegnungsstätte genutzt. | [ 100 ] [ 101 ]                                                              |
| Fir Tree Cottage                                     | Northgate 51° 7′ 26,8″ N, 0° 11′ 15,4″ W     | II    | Heute auf der Ostseite der London Road stehend war dieses Ende des 17. Jahrhunderts oder Anfang des 18. Jahrhunderts entstandene Fachwerkgebäude 1792 das Armenhaus der Pfarrgemeinde Crawley. Das Dach ist teilweise ein Satteldach; es ist an diesem Ende ziegelgedeckt, der Rest des Daches besteht aus Schiefer. An der Außenseite des Hauses wechseln sich Fachwerk, Stuckarbeiten, Backsteine und Ziegel ab. | [ 102 ] [ 25 ]                                                               |
| Flint Cottage                                        | Tilgate 51° 5′ 44,9″ N, 0° 11′ 36,6″ W       | II    | Ein Herrensitz mit dem Namen Tilgate aus dem 19. Jahrhundert wurde im 20. Jahrhundert abgerissen, jedoch blieb eines der Häuschen auf dem einst 884 Hektar großen Grundstück erhalten. Es dient zu Wohnzwecken, ist achteckig und hat ein Schieferdach mit Backsteinschornstein, der Rest des Bauwerks ist jedoch aus Feuerstein. | [ 103 ] [ 104 ]                                                              |
| Fountain and Pond Basin at Milton Mount Gardens      | Pound Hill 51° 7′ 38,6″ N, 0° 9′ 0,7″ W      | II    | Dieses Bauwerk stand auf dem Grund des früheren Herrenhauses Worth Park, der das Zentrum eines 830 Hektar großen Landsitzes bildet, der 1915 verkauft und aufgeteilt wurde. Das Gelände ist öffentlich zugänglich. Die Fontäne und das Wasserbecken entstanden 1884–1887 zur Verschönerung des Gartens und wurden von den Gartenarchitekten James Pulham and Son geschaffen. Das Bauwerk besteht aus hellem Terracotta und wurde vorgefertigt. | [ 105 ] [ 106 ]                                                              |
| Friary Church of St Francis and St Anthony           | Northgate 51° 6′ 47,9″ N, 0° 11′ 16,1″ W     | II    | Harry Stuart Goodhart-Rendels 1958–1959 erbaute Kirche ist ein „wichtiger Bestandteil“ des Nachkriegszentrums der New Town. Das Bauwerk ist heute eine römisch-katholische Pfarrkirche, wurde jedoch ursprünglich für die Kapuziner gebaut, die von 1861 bis 1981 hier anwesend waren. Der Altarraum der neuen Kirche steht auf der Stelle eines alten Kirchenschiffes. Das mehrfarbige Backsteingebäude hat eine stark gemusterte Betondecke. | [ 107 ] [ 25 ] [ 108 ]                                                       |
| Frogshole Farm                                       | Maidenbower 51° 6′ 32,8″ N, 0° 8′ 51″ W      | II    | Das heutige Pub in dem neuen Stadtviertel Maidenbower ist ein Farmhaus aus der Mitte des 16. Jahrhunderts und befindet sich in der Nähe der St Nicholas’ Church in Worth. Es ist ein Fachwerkhaus, dessen Fassade verputzt und mit Backsteinen gemauert ist. Ein ursprüngliches Fenster mit diamantförmigem Trumeau ist erhalten. Nach einem Brand im Februar 2007 wurde das Gasthaus im Juli 2008 wiedereröffnet. | [ 109 ] [ 110 ] [ 111 ]                                                      |
| Garden wall and entrance to Worth Training Centre    | Pound Hill 51° 6′ 59,8″ N, 0° 8′ 49,6″ W     | II    | Das Schulungszentrum ist ein eigenständig im Grade II eingestuftes Bauwerk; diese Mauer aus dem 18. Jahrhundert bildet die Grenze zur Straße nach Turners Hill. Die Mauer ist etwa 180 cm hoch und hat große Steinblöcke mit einem Gesims und schließt einen Durchgang mit Architrav und Giebeldreieck ein. | [ 112 ]                                                                      |
| Goffs Manor                                          | Southgate 51° 6′ 35,3″ N, 0° 12′ 8,6″ W      | II    | Dieses Fachwerkhaus aus dem 16. Jahrhundert ist der Rest eines einstigen vierjöchigen Hallenhauses, das als Farmhaus diente, heute jedoch ein Pub beherbergt. Vor dem Umbau lebte der Schauspieler Peter Vaughan in dem L-förmigen Gebäude. Im Erdgeschoss ist das Holzfachwerk noch erkennbar, das Dach ist mit Steinziegeln aus Horsham gedeckt. | [ 24 ] [ 113 ] [ 114 ] [ 115 ]                                               |
| Green Lane Old Cottage                               | Pound Hill 51° 6′ 51,5″ N, 0° 8′ 45,2″ W     | II    | Dieses Cottage aus dem 17. Jahrhundert ist eines von zwei reetgedeckten Cottages im Borough – das andere ist das ältere Radford Farmhouse. Obwohl es sich um ein Fachwerkhaus handelt, ruhen die tragenden Balken auf den hineingemauerten Backsteinen. Das Haus stellt ein frühes Beispiel einer solchen Technik dar, die sich in Crawley später verbreitete. Die Westseite hat ein holzverkleidetes Obergeschoss. Der Schornstein stammt aus dem 18. Jahrhundert. | [ 116 ] [ 85 ] [ 117 ]                                                       |
| Harrow Cottage                                       | Ifield 51° 7′ 26,8″ N, 0° 13′ 6,2″ W         | II    | Dieses Cottage grenzt an der Ostseite an das Old Plough Cottage und stammt aus dem 18. Jahrhundert. | [ 118 ] [ 24 ]                                                               |
| Hazelwick Grange                                     | Three Bridges 51° 7′ 29,3″ N, 0° 10′ 1,6″ W  | II    | Das frühere Farmhaus, das vermutlich im 17. Jahrhundert erbaut wurde, ist ein Fachwerkhaus mit weißgestrichenen Backsteinen. Die Vorderseite des Hauses ist nach Norden gerichtet und hat fünf Fenster sowie eine kleine Veranda mit Giebeldach. | [ 119 ]                                                                      |
| Heathy Ground Farmhouse                              | Pound Hill 51° 8′ 10,3″ N, 0° 8′ 46,3″ W     | II    | Dieses große frühere Farmhaus ist in heutiger Zeit ein Restaurant und ein Pub, das aus einem aus dem 16. Jahrhundert stammenden Haupttrakt mit vier Jochen sowie einem im 19. Jahrhundert hinzugefügten Seitenbau besteht; zu diesem Zeitpunkt wurden Mauerwerk und Fenster des Haupttraktes erneuert. Das steile Ziegeldach hat einen hohen Schornstein. Im Innern sind eine schmale Treppe aus dem 18. Jahrhundert und ein offener Kamin daneben erhalten. | [ 120 ] [ 121 ]                                                              |
| Hillside Inn                                         | Pound Hill 51° 7′ 7,3″ N, 0° 8′ 52,1″ W      | II    | Dieses Gebäude aus dem 17. Jahrhundert war während der längsten Zeit seines Bestehens ein Pub, obwohl auch andere Gewerbeaktivitäten darin wahrgenommen wurden. Es gehört heute zur Kette Vintage Inns. Das zweistöckige Backsteingebäude hat ein Satteldach aus Schiefer mit großen Dachgauben, einer Reihe von fünf Aufschiebfenstern und einem ursprünglichen Kamin. Eine im 19. Jahrhundert gebaute Toreinfahrt erstreckt sich von der Seitenmauer. | [ 122 ] [ 123 ]                                                              |
| Ifield Mill House                                    | Ifield 51° 6′ 47,9″ N, 0° 13′ 27,8″ W        | II    | Dieses Haus aus dem 16. Jahrhundert wurde, nachdem der Abriss schon bevorzustehen schien, in den 1970er Jahren in ein Pub umgewandelt. Der Kern des umfassend erweiterten Gebäudes ist ein zweistöckiges Hallenhaus mit Holzfachwerk und alten Ziegelmauern. Das Satteldach ist ziegelgedeckt und mit einigen Dachgaubenfenstern versehen. | [ 124 ] [ 125 ]                                                              |
| Ifield Water Mill                                    | Ifield 51° 6′ 49″ N, 0° 13′ 21″ W            | II    | Die Wassermühle ist das dritte Gebäude, das an dieser Stelle erbaut wurde – zuvor befand sich hier eine Eisengießerei und einer früheren Mühle. Es ist ein mit Wetterschutzbohlen verkleidetes Bauwerk mit drei Stockwerken aus dem 19. Jahrhundert, dessen Abriss in den 1970er Jahren verhindert wurde, indem der Borough Council das Gebäude kaufte. Das Erdgeschoss ist aus Backsteinen gebaut, und das tiefgezogene Dach mit Gauben ist mit Schiefer aus Wales gedeckt. | [ 126 ] [ 127 ] [ 15 ] [ 128 ]                                               |
| Jordan’s                                             | Langley Green 51° 7′ 40,8″ N, 0° 11′ 15″ W   | II    | Eines der frühesten Gebäude an der London Road nördlich der High Street; das Farmhaus aus dem 16. Jahrhundert wurde im 18. und 19. Jahrhundert erweitert, doch ein Großteil des ursprünglichen Fachwerks im Innern des Gebäudes ist erhalten. Der älteste Teil des Gebäudes ist der rückwärtige Teil. Er hat ein steiles langes Dach und das obere Stockwerk ist mit Brettern verkleidet. An der Südseite steht ein Schornstein. | [ 129 ] [ 24 ] [ 37 ] [ 130 ]                                                |
| Jordan’s Social Club                                 | Langley Green 51° 7′ 41,9″ N, 0° 11′ 15,4″ W | II    | Diese niedrige, lange Scheune mit sechs Jochen und den mit Holzbohlen verkleideten Wänden befindet sich auf dem Gelände von Jordan’s und ist Teil desselben Gebäudekomplexes. Sie wurde 1642 erbaut, und ein Großteil der Holzbalken im Gebäudeinneren sind ursprünglich. | [ 131 ] [ 130 ]                                                              |
| Knight’s Acre                                        | Langley Green 51° 8′ 18,6″ N, 0° 11′ 39,5″ W | II    | Dieses Haus aus dem 18. Jahrhundert mit drei Jochen schließt am westlichen Ende einen Backsteinschornstein ein. Mitte des 19. Jahrhunderts wurde das Gebäude mit passenden Materialien erweitert. Das Obergeschoss unter dem Halbsatteldach ist mit Holz verkleidet und die Wände des Erdgeschosses sind mit weißgestrichenen Backsteinen gemauert. | [ 132 ]                                                                      |
| Langley Grange                                       | Langley Green 51° 7′ 47,3″ N, 0° 12′ 20,9″ W | II    | Dieses Cottage aus der Anfangszeit des 17. Jahrhunderts hat eine Wendeltreppe, deren Spindel über die volle Höhe der drei Stockwerke des Gebäudes reicht. Die Fassade des Holzfachwerkhauses ist aus Stein, Backsteinen und Ziegeln gefertigt. Das Haus hat drei Joche und einen prominenten Schornstein. | [ 133 ] [ 24 ]                                                               |
| Langley Green Farmhouse                              | Langley Green 51° 7′ 52,7″ N, 0° 11′ 54,6″ W | II    | Dieses kleine Cottage aus Backsteinen entstand im 18. Jahrhundert. Das obere Stockwerk hat einen Ziegelbehang und das Haus hat einen beachtlichen Schornstein. | [ 134 ]                                                                      |
| Lilac Cottage                                        | Pound Hill 51° 9′ 24,8″ N, 0° 8′ 37″ W       | II    | Hinter dem Anstrich der Fassade dieses Hauses aus dem 18. Jahrhundert verbergen sich im Erdgeschoss Backsteinmauern und Ziegelbehang im Obergeschoss. Die Schornsteine, die Kaminecke sowie die Holzinnenausstattung sind ursprünglich, die angebaute Veranda ist jedoch aus moderner Zeit. | [ 135 ]                                                                      |
| Little Orchards                                      | Northgate 51° 8′ 11″ N, 0° 9′ 55,8″ W        | II    | Dieses Holzfachwerkhaus aus dem 16. Jahrhundert ist in der Umgebung der Fabriken und Lagerhäuser des Industriegebietes auf dem früheren Herrensitz Manor Royal erhalten geblieben. Viele Veränderungen wurden seit dem 19. Jahrhundert an dem Gebäude durchgeführt; das einst in Nord-Süd-Richtung ausgerichtete Gebäude mit zwei Jochen hat heute einen L-förmigen Grundriss und eine hervortretende Veranda. Ein steinerner Schornstein erhebt sich vom Boden an der Nordseite des Hauses. | [ 136 ]                                                                      |
| Lychgate at St Nicholas’ Church                      | Pound Hill 51° 6′ 38,2″ N, 0° 8′ 31,2″ W     | II    | Das überdachte Kirchhoftor (lychgate) der St Nicholas’ Church stammt aus dem 17. Jahrhundert. Das Dach des Durchgangs ist mit Horsham-Stein gedeckt, die tragenden Teile bestehen aus Holz und sind bogenförmig angeordnet. Das Tor wurde 1956 neuaufgebaut. | [ 137 ]                                                                      |
| Michaelmas Cottage                                   | Ifield 51° 7′ 39,7″ N, 0° 12′ 46,4″ W        | II    | Dieses Holzfachwerkcottage wurde im 17. Jahrhundert an der nordöstlichen Ecke der Dorfgrünfläche von Ifield gebaut. Backsteinmauerwerk verstärkt das Fachwerk im Erdgeschoss, Ziegel bedecken die Wände des ersten Stockes. Das Dach ist an der Nordseite steil bis fast auf den Boden heruntergezogen. Eine Eingangsveranda und ein hoher Schornstein befinden sich am westlichen Ende des Gebäudes. | [ 138 ] [ 24 ]                                                               |
| Mounting block at Friends Meeting House              | Langley Green 51° 7′ 36,1″ N, 0° 12′ 42,1″ W | II    | Solche baulichen Einrichtungen halfen Reitern beim Besteigen ihrer Pferde. In diesem Fall wurde die Aufsteighilfe im 18. Jahrhundert für die Gläubigen errichtet, die im Friends Meeting House zusammenkamen. Das Bauwerk mit den drei Stufen aus Stein sitzt auf einem Backsteinsockel und beinhaltet einen kleinen Lagerraum unter dem Sturz. | [ 139 ]                                                                      |
| Newstead Lodge                                       | Ifield 51° 7′ 39,7″ N, 0° 12′ 52,6″ W        | II    | Dieses große und wesentlich veränderte Gebäude in Ifield Green hat einen Fachwerkkern aus der Zeit um 1600. Dieser Teil des Hauses hat einen hohen Kamin, die Außernwände sind aus Holzbohlen und Backsteinen, und das Dach ist mit Ziegeln gedeckt. Den größten Teil des Gebäudes bildet die Ostfassade aus dem 19. Jahrhundert, ein Anbau an der Westseite wurde im 20. Jahrhundert hinzugefügt. Ein Treppenhaus aus dem 18. Jahrhundert ist im Innern des Gebäudes erhalten. | [ 140 ] [ 24 ]                                                               |
| Oak Cottage                                          | Langley Green 51° 8′ 12,1″ N, 0° 11′ 27,2″ W | II    | Dieses Cottage entstand später im 18. Jahrhundert als das benachbarte County Oak Cottage. Zu jener Zeit war Lowfield Heath noch unbebautes, offenes Land. Das Haus ist aus Backsteinen gebaut und mit Ziegeln gedeckt, das Dach ist teilweise ein Satteldach. | [ 141 ] [ 24 ]                                                               |
| Oakfield Cottage                                     | Pound Hill 51° 7′ 5,9″ N, 0° 8′ 52,1″ W      | II    | Dieses L-förmige Gebäude entstand Anfang des 18. Jahrhunderts. Die Südseite ist auf beiden Stockwerken mit Schindeln verkleidet, die anderen Wände bestehen aus Backsteinen im Erdgeschoss und sind im Obergeschoss mit Ziegeln behängt. Die Schornsteine aus Backsteinen auf dem ziegelgedeckten Dach sind original. | [ 142 ]                                                                      |
| Oakfield Lodge                                       | Pound Hill 51° 7′ 5,5″ N, 0° 8′ 52,4″ W      | II    | Dieses einstöckige Cottage bildet eine Gruppe mit dem benachbarten Oakfield Cottage, obwohl es mehr als ein Jahrhundert später entstand. Auf den verputzten Wänden sitzt ein Satteldach mit einem zentral angeordneten Schornstein. Fenster- und Türöffnungen sind kapuzenförmig. | [ 143 ]                                                                      |
| Old Cottage                                          | Pound Hill 51° 9′ 20,5″ N, 0° 8′ 37,7″ W     | II    | Dieses im 17. Jahrhundert erbaute Cottage befindet sich in einem abgelegenen als Fernhill bekannten Gebiet in der Nordostecke des Boroughs. Die Struktur des Gebäudes ist ähnlich vielen anderen Häusern in Crawley aus dieser Zeit, allerdings ist das Fachwerk durch Backsteine im Erdgeschoss und Ziegel im Obergeschoss verdeckt. Ein Schornstein am westlichen Ende erhebt sich von einem Sockel aus in Charlwood gebrochenem Naturstein. | [ 144 ] [ 145 ]                                                              |
| Old House                                            | Langley Green 51° 7′ 36,8″ N, 0° 11′ 15″ W   | II    | Dieses Gebäude ist ein frühes Beispiel der Bebauung nordwärts entlang der London Road. Das Holzfachwerkcottage entstand im späten 17. Jahrhundert, wurde jedoch im 19. Jahrhundert und in jüngerer Zeit erweitert. Das nicht giebelständige Satteldach ist ursprünglich, genauso auch Mauerwerk und Ziegelbedeckung an West- und Südseite. Auf dem Dach sitzt ein Kamin. | [ 146 ] [ 24 ]                                                               |
| Old Inn Cottage                                      | Langley Green 51° 7′ 37,6″ N, 0° 12′ 37,8″ W | II    | Dieses Haus war wohl ursprünglich ein offenes Hallenhaus mit 2½ Jochen; ein Teil des Fachwerkgebälks im Innern ist durch Rauch stark geschwärzt. An beiden Enden des teilweise als Satteldach ausgeführten Daches wurden später Schornsteine hinzugefügt. Das Holzfachwerk des Baus ist großteils von Mauerwerk und Ziegeln verdeckt, an der Rückfront ist ein Teil davon jedoch frei sichtbar. | [ 147 ] [ 24 ]                                                               |
| Old Plough Cottage                                   | Ifield 51° 7′ 26,8″ N, 0° 13′ 5,9″ W         | II    | Dieses L-förmige Gebäude vom Anfang des 17. Jahrhunderts war das ursprüngliche Plough Inn, das um 1900 durch das heutige Gasthaus ersetzt wurde. Es wurde renoviert, doch die ursprünglichen Kamine und Ziegel auf dem Dach sind erhalten. Elizabeth Fry hielt hier 1837 eine Versammlung von Quäkern ab. | [ 118 ] [ 24 ] [ 148 ]                                                       |
| Old Rectory                                          | Ifield 51° 7′ 33,2″ N, 0° 13′ 5,2″ W         | II    | Ifields Pfarrhaus wurde um 1830 erbaut und es gibt keine Anzeichen, dass das Gebäude einen Vorgängerbau ersetzt hat. Der verputzte Gebäude ist im neoklassizistischen Stil mit dorischen Säulen an der Eingangsveranda gestaltet. Die flachen schiefergedeckten Dächer mit den auffallenden Traufen sind eine Mischung aus Satteldach und Walmdach. Die Fenster sind als Aufziehfenster ausgeführt, außerdem ist ein Wintergarten vorhanden. | [ 37 ] [ 149 ]                                                               |
| Oldlands Farmhouse                                   | Pound Hill 51° 8′ 29″ N, 0° 9′ 26,3″ W       | II    | Der Eigentümer von Tinsley Forge, der Eisenverarbeitung in Tinsley Green, die eine der letzten funktionierenden in Sussex war, erbaute dieses Holzfachwerkhaus Anfang des 17. Jahrhunderts für sich selbst, Das zweistöckige Haus ist auf der Außenseite zum größten Teil mit Ziegeln verkleidet. Eine Veranda mit Giebeldach dient als Eingang, und in einem Türmchen führt eine Treppe zum zweiten Stock. Auf dem Schieferdach sitzt ein Schornstein. Heute dient das Haus nicht mehr als Bauernhaus, wird aber noch bewohnt. | [ 121 ] [ 150 ] [ 151 ]                                                      |
| Pair of K6 Telephone Kiosks                          | West Green 51° 6′ 55,1″ N, 0° 11′ 25,1″ W    | II    | Dieses Paar von K6-Telefonzellen steht auf der Westseite der High Street in Crawley. Das General Post Office beauftragte Giles Gilbert Scott 1935 mit dem Design der leuchtend roten gusseisernen Telefonzellen mit dem gerundeten Dach und den Verzierungen mit dem Motiv der englischen Krone. | [ 152 ]                                                                      |
| Plough Inn                                           | Ifield 51° 7′ 27,1″ N, 0° 13′ 5,2″ W         | II    | Dieses Gebäude ist das jüngste einer Gruppe, die durch Old Plough Cottage und Harrow Cottage ergänzt wird: es wurde 1900 erbaut, um den in ein Wohngebäude umgewandelten Old Plough zu ersetzen. Die Wände sind mit gestrichenen Putz verkleidet, das Dach ist mit Ziegeln gedeckt und wird von zwei Schornsteinen durchbrochen. Nikolaus Pevsner beschrieb das Haus als „besonders schön“. | [ 118 ] [ 153 ]                                                              |
| Poles Acre Barn                                      | Langley Green 51° 8′ 23,6″ N, 0° 11′ 41,6″ W | II    | Dieser Stall auf dem Gelände der Poles Acre Farm am Rande von Lowfield Heath wurde im 17. Jahrhundert erbaut. Die drei Joche bestehen aus Holzfachwerk, das auf der Außenseite mit Backsteinen verstärkt wird. Im Innern ruht das Dach auf Trägerbalken, Streben und Pfetten. | [ 154 ]                                                                      |
| Pulhamite Rock Islet in Lake at Milton Mount Gardens | Pound Hill 51° 7′ 38,6″ N, 0° 9′ 0,7″ W      | II    | Die Landschaftsgärtner James Pulham and Son schufen in den 1880er Jahren dieses drei Meter durchmessende künstliche Inselchen in dem See auf dem Gelände des Herrensitzes Worth Park, dessen Eigentümer Sir F.A. Montefiore war. Es ist aus Pulhamit-Kunststein gefertigt, der in einem aus Backsteinen und Klinkersteinen gemauerten Fundament gefasst ist. | [ 155 ]                                                                      |
| Pulhamite Rockery at Milton Mount Gardens            | Pound Hill 51° 7′ 39″ N, 0° 8′ 58,6″ W       | II    | Ein anderes Bauwerk aus den 1880er Jahren auf dem früheren Herrensitz Worth Park mit seinem Landschaftsgarten ist der von James Pulham and Son gestaltete Kunststeinfelsen, dessen Länge etwa 15 Meter beträgt und der eine Höhe von 1,5 m erreicht und genügend Platz für Pflanzen bietet. Die Fundamente sind aus Backsteinen und Klinker gemauert. | [ 156 ]                                                                      |
| Radford Farmhouse                                    | Pound Hill 51° 8′ 33,7″ N, 0° 9′ 13″ W       | II    | Wenige reetgedeckte Dächer sind in der Gegend von Crawley erhalten; dieses zweistöckige Haus aus dem 16. Jahrhundert ist eines davon. Es ist benachbart zu Brookside in dem alten Weiler Tinsley Green und diente vermutlich als Stall dieser Farm, bevor es in ein eigenständiges Haus umgewandelt wurde. Ein Teil des Fachwerks ist sichtbar, die Backsteine sind weiß gestrichen. Schornsteine erheben sich an beiden Enden, außerdem gibt es Reihen von Flügelfenstern und Erkerfenstern. | [ 157 ] [ 117 ]                                                              |
| Railway Signal Box                                   | Southgate 51° 6′ 45″ N, 0° 11′ 26,9″ W       | II    | Dieses 1877 erbaute Backsteingebäude ersetzte ein kleineres Stellwerk, das 1848 mit der Eröffnung der Eisenbahnlinie durch Crawley in Betrieb genommen wurde. Von 1978 an wurde es nur noch zur Bedienung eines Bahnüberganges an der High Street in Crawley genutzt. Die Anlage wurde 1986 stillgelegt, blieb jedoch erhalten. Das Erdgeschoss hat Rundbogenfenster zwischen Pilastern aus Backsteinen, im Obergeschoss befinden sich Aufschiebfenstern. | [ 158 ] [ 159 ] [ 25 ] [ 160 ]                                               |
| Ridley’s                                             | Pound Hill 51° 7′ 24,2″ N, 0° 8′ 51,7″ W     | II    | Das kleine Cottage liegt an der Ostseite der Straße von Balcombe nach Horley. Es hat ein Vollgeschoss mit einem Dachgeschoss darüber und stammt weitgehend aus dem 17. Jahrhundert, wurde jedoch im Jahrhundert darauf und auch im 20. Jahrhundert erweitert. Das mit Ziegeln gedeckte Dach hat an beiden Enden einen Giebel. Das Holzfachwerk ist sichtbar. | [ 161 ]                                                                      |
| Ridley’s Court                                       | Pound Hill 51° 7′ 35″ N, 0° 8′ 52,8″ W       | II    | Diese klassische Gebäude ist heute ein Wohnhaus. Das Bauwerk aus Steinen und Backsteinen aus dem Jahr 1882 war das Kutschenhaus des inzwischen eingerissenen Herrenhauses Worth Park. Bis zu 18 Kutschen konnten darin untergebracht werden. Giebeldreiecke sitzen über den Fenstern, zum quadratischen Innenhof gibt es einige Erkerfenster. An jeder Seite des dreistöckigen zentralen Uhrturms ist mit Ochsenaugen ausgestattet. | [ 162 ] [ 163 ]                                                              |
| Spikemead Farmhouse                                  | Langley Green 51° 8′ 30,1″ N, 0° 8′ 51,7″ W  | II    | An der Poles Lane in der Nähe von Lowfield Heath gelegen, hat dieses Wealden-Hallenhaus aus dem Jahr 1604 noch eine ursprüngliche Esse. Das Erdgeschoss ist aus Backsteinen gemauert, das Stockwerk darüber mit der Attika ist mit Ziegeln verkleidet. An der Südfassade erhebt sich ein Schornstein. Der Eingang erfolgt über eine Veranda mit Satteldach. Ein Anbau wurde an der Nordseite hinzugefügt und wird als Küche verwendet. | [ 164 ]                                                                      |
| Squires Garden Centre                                | Gossops Green 51° 6′ 24,1″ N, 0° 12′ 19,4″ W | II    | Das moderne Gartenzentrum rahmt das frühere Little Buckswood Farmhouse ein, das zu dem Komplex gehört. Es stammt aus dem 16. Jahrhundert und ist teilweise ein Holzfachwerkbau und teilweise mit Ziegeln behängt. Das steile Dach ist mit Ziegeln gedeckt. Der Schornstein des Hauses stammt aus der Zeit um 1600. | [ 165 ] [ 24 ] [ 153 ]                                                       |
| St Margaret’s Cottage                                | Ifield 51° 7′ 16,7″ N, 0° 13′ 3,7″ W         | II    | Das Cottage an der Rusper Road entstand Anfang des 19. Jahrhunderts. Das Gebäude ist teilweise aus roten Backsteinen gemauert und teils mit Ziegeln verkleidet, an der Südseite befindet sich ein hoher Schornstein, das Dach ist mit Schiefer aus Wales gedeckt. | [ 166 ]                                                                      |
| St Mary Magdalene’s Church                           | Bewbush 51° 5′ 56″ N, 0° 13′ 45,8″ W         | II    | Als das Stadtviertel Bewbush in den 1980er Jahren erbaut wurde, blieb diese Scheune aus dem 17. Jahrhundert erhalten. Sie wurde später in eine anglikanische Kirche umgewandelt. Das Bauwerk ist ein Holzfachwerkbau mit dunkler Wetterverschalung. Das mit Ziegeln gedeckte Dach wird von Trägerbalken gestützt. | [ 167 ]                                                                      |
| Street House                                         | Pound Hill 51° 6′ 38,5″ N, 0° 8′ 30,5″ W     | II    | Dieses Haus aus dem 17. Jahrhundert war ursprünglich ein Gasthaus im Dorf Worth; es steht in der Nähe des Kirchhoftors der St Nicholas’ Church. Schindeln und Backsteinmauerwerk verdecken das Holzfachwerk der Wände. Das Dach ist mit Tafeln aus Horsham-Stein gedeckt. | [ 168 ] [ 110 ]                                                              |
| Table Tomb at St Margaret’s Church                   | Ifield 51° 7′ 26″ N, 0° 13′ 10,9″ W          | II    | Dieses steinerne Grab, das sich auf einem Sockel erhebt, hat auf beiden Seiten einen ovalförmige Vorsprung, der im Stil von Robert Adam dekoriert ist und Inschriften zur Erinnerung an George und Mary Hutchinson aufweist, die nach ihrem Tod Ende des 18. Jahrhunderts in dem Grabmal begraben wurden. Eine Urne steht auf dem Grab. | [ 169 ]                                                                      |
| The Tweed                                            | Ifield 51° 7′ 42,6″ N, 0° 12′ 58,7″ W        | II    | Zwischenzeitlich war dieses Gebäude aus dem 18. Jahrhundert, das Arbeitshaus der Gemeinde Ifield, in zwei Cottages geteilt, heute ist es aber erneut nur ein Haus. Ein Schornstein steht an beiden Ende, das Ziegeldach ist ursprünglich und auch die Giebelseiten sind mit Ziegeln bedeckt. Ein Teil der Fassade besteht aus Fachwerk, die Fenster sind mit roten Backsteinen eingefasst. | [ 170 ]                                                                      |
| The Vicarage                                         | Ifield 51° 7′ 26″ N, 0° 13′ 6,6″ W           | II    | Die Gründung der Pfarrei der St Margaret’s Church erfolgte im Jahr 1247, und an der Stelle des heutigen Pfarramtes stand bereits 1532 ein Gebäude. Das heutige Haus wurde Anfang des 17. Jahrhunderts erbaut und Anfang des 19. Jahrhunderts umgestaltet. Es ist aus verputzten Ziegeln gebaut, und das Dach ist mit Schiefer aus Wales gedeckt; das obere Stockwerk hat mit Satteldächern versehene Gaubenfenster. | [ 171 ] [ 172 ]                                                              |
| Tinsley Farmhouse                                    | Pound Hill 51° 8′ 29,8″ N, 0° 9′ 12,2″ W     | II    | Diese Cottage aus dem 18. Jahrhundert besteht im Obergeschoss aus Holzfachwerk, das Erdgeschoss ist aus Backsteinen gemauert. Ein steiles, mit Ziegeln gedecktes Dach ist an der Nordseite bis fast auf den Boden hinuntergezogen und ist nach Osten als Walmdach ausgeführt. Im ersten Stock sind einige ziegelverkleidete Abschnitte erhalten, doch an einer Seite sind freigestellte Holzbalken erkennbar. Am westlichen Ende erhebt sich ein Schornstein. | [ 173 ]                                                                      |
| Toll House                                           | Pound Hill 51° 6′ 44,3″ N, 0° 8′ 34,8″ W     | II    | Dieser frühere Zollhaus ist ein einstöckiges Gebäude mit stuckverzierten Wänden und einem flachen Schieferdach. Die drei Flügel des Gebäudes laufen T-förmig zusammen. Der Eingang befindet sich im südlichen Flügel, innerhalb einer Veranda mit Satteldach. | [ 174 ]                                                                      |
| Toovies Farmhouse                                    | Pound Hill 51° 8′ 24″ N, 0° 8′ 35,5″ W       | II    | Das frühere, jetzt unbenutzte Farmhaus liegt zwischen der Straße von Balcombe nach Horley und dem Motorway M23. Das L-förmige Gebäude stammt aus dem 17. Jahrhundert und wird von einem großen Kamin an der Westecke dominiert. Das Erdgeschoss ist aus Backsteinen gebaut, das darüberliegende Stockwerk mit roten Ziegeln verkleidet. Bei den Fenstern handelt es sich um Flügelfenster. | [ 175 ] [ 121 ]                                                              |
| Tree House                                           | Northgate 51° 7′ 0,1″ N, 0° 11′ 21,1″ W      | II    | Crawleys früheres Herrenhaus steht leer, seit der Borough Council sein Citizens Advice Bureau und andere Funktionen umsiedelte. Es steht in einem Gebiet, für das eine Neubebauung geplant ist. Das offene Hallenhaus aus dem 15. Jahrhundert wurde ein Jahrhundert später umgebaut. Die Außenseite stammt weitgehend aus dem 18. Jahrhundert, Kreuzbalken, Stützbalken und Träger sind jedoch teilweise ursprünglich. Das L-förmige Gebäude besteht aus einem in Nord-West-Richtung liegenden Rittersaal und dem in Ost-West-Richtung stehenden Salon. Der Karikaturist John Leech lebte von 1833 an einige Jahre in dem Gebäude. | [ 46 ] [ 25 ] [ 176 ] [ 177 ]                                                |
| Turks Croft                                          | Ifield 51° 6′ 59,8″ N, 0° 13′ 9,8″ W         | II    | Dieses Holzfachwerkhaus war im 15. Jahrhundert eines von mehreren isoliert liegenden Häusern im Gebiet von Crawley. In den nächsten zwei Jahrhunderten wurde das Cottage erweitert und spannt nun fünf Joche, drei sind ursprünglich und eines war eine offene Halle. Diese wurde im 16. Jahrhundert in eine Esse umgewandelt, als zwei Joche hinzugefügt wurden; der Schornstein wurde später erbaut. Die Außenseite besteht aus Fachwerk, Backsteinen und Ziegelbehang. | [ 178 ] [ 24 ]                                                               |
| Upper Prestwood Farmhouse                            | Langley Green 51° 8′ 34,1″ N, 0° 14′ 10,7″ W | II    | Das auf dem Herrensitz Prestwood nordwestlich gelegene Hauptgebäude der Upper Prestwood Farm wurde Anfang des 15. Jahrhunderts als offenes Wealden-Hallenhaus mit vier Jochen gebaut, in das später eine Esse eingebaut wurde. Als Schornsteine aufkamen, wurde die Esse durch Schornsteine und Herdstelle ersetzt. Oberhalb des aus Backsteinen gebauten Erdgeschosses wurde das Haus als Fachwerkkonstruktion errichtet, das von Strebebalken getragene Dach ist erhalten. | [ 179 ]                                                                      |
| White Hart Inn                                       | Northgate 51° 6′ 54,4″ N, 0° 11′ 23,6″ W     | II    | Diese Gasthaus wurde 1770 erbaut, dem Jahr der Eröffnung der Mautstraße London–Brighton, mit der die Geschwindigkeit und Bequemlichkeit der Postkutschenverbindung verbessert wurde und Crawley zum logischen Rastpunkt machte. Das Gasthaus hat das kleinere Ancient Priors ersetzt, in dem sich bis dahin ein Gasthaus mit dem Namen The White Hart befunden hatte. Das Fachwerkhaus mit Backsteinelementen umfasst auch Teile eines älteren Gebäudes an dieser Stelle. | [ 180 ]                                                                      |
| Wing House                                           | Pound Hill 51° 9′ 24,1″ N, 0° 9′ 8,6″ W      | II    | Bis etwa 2006 wurde in diesem Bauwerk aus dem 16. Jahrhundert ein Restaurant mit Bar von einer Vereinigung von Flughafenpersonal betrieben, Anfang 2010 ist das Haus ungenutzt. Charlwood-Steine bilden die Basis, darüber befindet sich eine Fachwerk- und Backsteinkonstruktion, die von einem Ziegeldach mit Horsham-Steinmetzarbeiten abgeschlossen wird. Die Dachbalken der Dachkonstruktion sind rauchgeschwärzt. | [ 101 ] [ 181 ]                                                              |

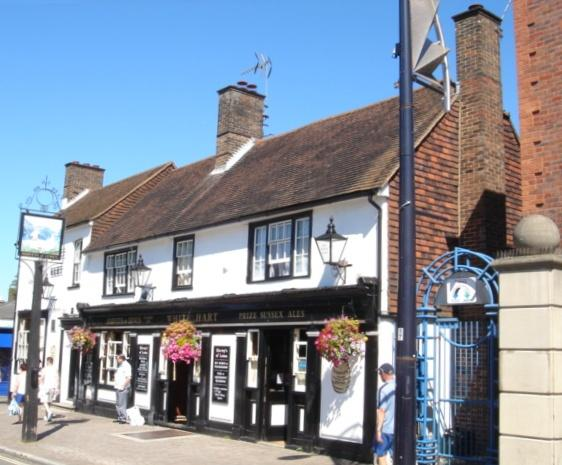
Das White Hart Inn wurde Ende des 18. Jahrhunderts erbaut und ist eines von mehreren Rasthäusern an der Crawley High Street aus der Kutschenzeit.

| Worth Training Centre                                | Pound Hill 51° 7′ 0,8″ N, 0° 8′ 50,6″ W      | II    | Das früher zum nahegelegenen Oakfield Cottage gehörende Haus wurde Ende des 18. Jahrhunderts erbaut. Der ursprüngliche Teil davon ist aus Stein und hat zwei Stockwerke mit Attika darüber. Zusätzliche Flügel aus Backsteinen wurden Anfang des 19. Jahrhunderts und nochmals Anfang des 20. Jahrhunderts hinzugefügt. Das Gebäude hat ein Mansarddach. | [ 182 ]                                                                      |